# Église Notre-Dame de Théméricourt
L'église Notre-Dame est une église catholique paroissiale située à Théméricourt, dans le Val-d'Oise, en France. Ses parties les plus anciennes sont la croisée du transept et le clocher jusqu'à l'étage de beffroi, et peuvent être datées de la période comprise entre 1150 et 1180. Le style reflète la transition du roman vers le gothique, comme en témoignent les chapiteaux des quatre arcades autour du carré du transept et à l'ouest du chœur. Les chapelles latérales du chœur et la nef n'ont été bâties que plus tard, après que l'église fut donnée au prieuré Saint-Lô de Rouen en 1205. Ici l'architecture est caractéristique de la période gothique, mais les remaniements sont nombreux. Dans les chapelles, ils s'expliquent par des réparations à la suite de la guerre de Cent Ans et l'installation de retables devant le chevet. Dans la nef, le principal changement intervient avec son voûtement d'ogives dans le style de la Renaissance, sous le seigneur Achim d'Abos, entre 1568 et 1609. Les voûtes, aux clés richement décorées, retombent sur des consoles engagées dans les piliers au-dessus des chapiteaux du début du XIIIe siècle, ce qui est une disposition assez rare. Les fenêtres hautes de la nef sont obturées depuis, et les peintures murales du XIIIe siècle au-dessus de l'arc triomphal également cachées au public. Dans son ensemble, l'église constitue un intéressant témoignage de l'architecture rurale dans le Vexin français. Elle a été classée monument historique par arrêté du 7 mai 1929, mais seulement bénéficié de quelques travaux de restauration mineurs. Aujourd'hui, l'état de l'édifice est préoccupant. L'église Notre-Dame est affiliée à la paroisse d'Avernes et Marines, et les messes dominicales n'y sont célébrées que deux fois par an.

## Localisation

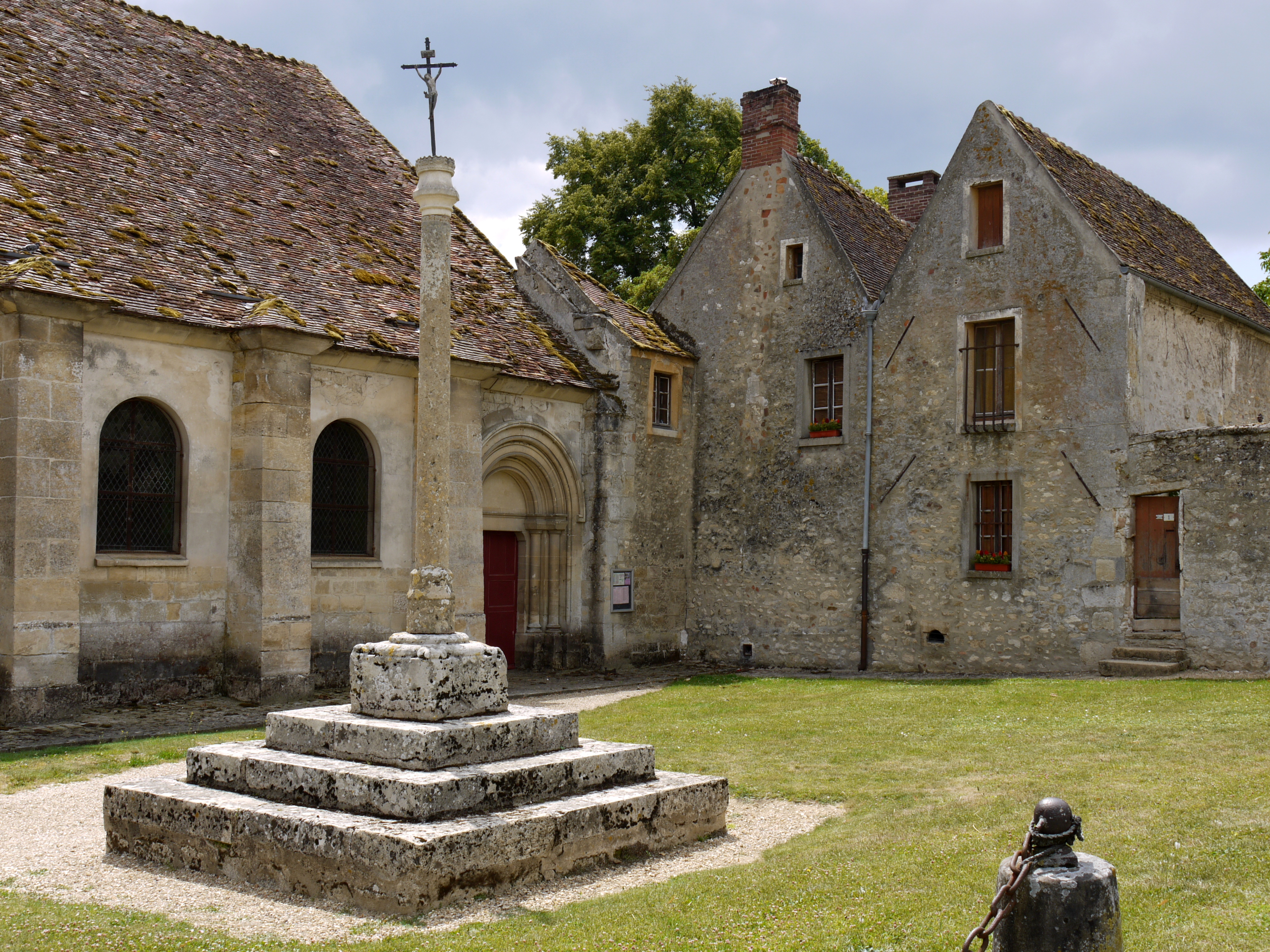
Ancienne croix de cimetière et ancien prieuré ; à gauche, l'église.

L'église Notre-Dame se situe en France, en région Île-de-France et dans le département du Val-d'Oise, dans le Parc naturel régional du Vexin français, sur la commune de Théméricourt, place Saint-Lô. Il s'agit d'une partie de l'ancien cimetière, où subsiste l'ancienne croix de cimetière. L'élévation septentrionale de l'église donne sur la place, qui est aujourd'hui engazonnée. La maison à l'ouest de la place est l'ancien presbytère vendu comme bien national sous la Révolution française, en même temps prieuré. À l'est de la place, se situe le château, qui abrite le siège administratif du Parc naturel régional. Les anciens communs accueillent les collections du musée du Vexin français. En passant entre le château et le chevet de l'église, l'on peut gagner l'autre partie de l'ancien cimetière, qui a été transféré à son emplacement actuel, en dehors du village sur la route d'Avernes, en 1872. Le terrain est resté clos de murs de tous les côtés. On y trouve une statue de la Vierge à l'Enfant et une croix pattée dite croix de l'Ormeteau-Marie. Elle est datée du XIIe siècle et tient son nom du lieu-dit en plein champ où elle était autrefois implantée, au-delà de la RD 14, à l'est du territoire communal près du Bord'Haut de Vigny. Dès le XVIIIe siècle, la croix est ramenée au village et placée contre le mur sud de la nef de l'église. Elle a été classée monument historique par arrêté du 21 avril 1938. De la façade occidentale, l'on peut seulement apercevoir le mur du bas-côté sud, dont le portail est généralement ouvert, mais fermée par une grille permettant l'aération de l'église.

## Histoire

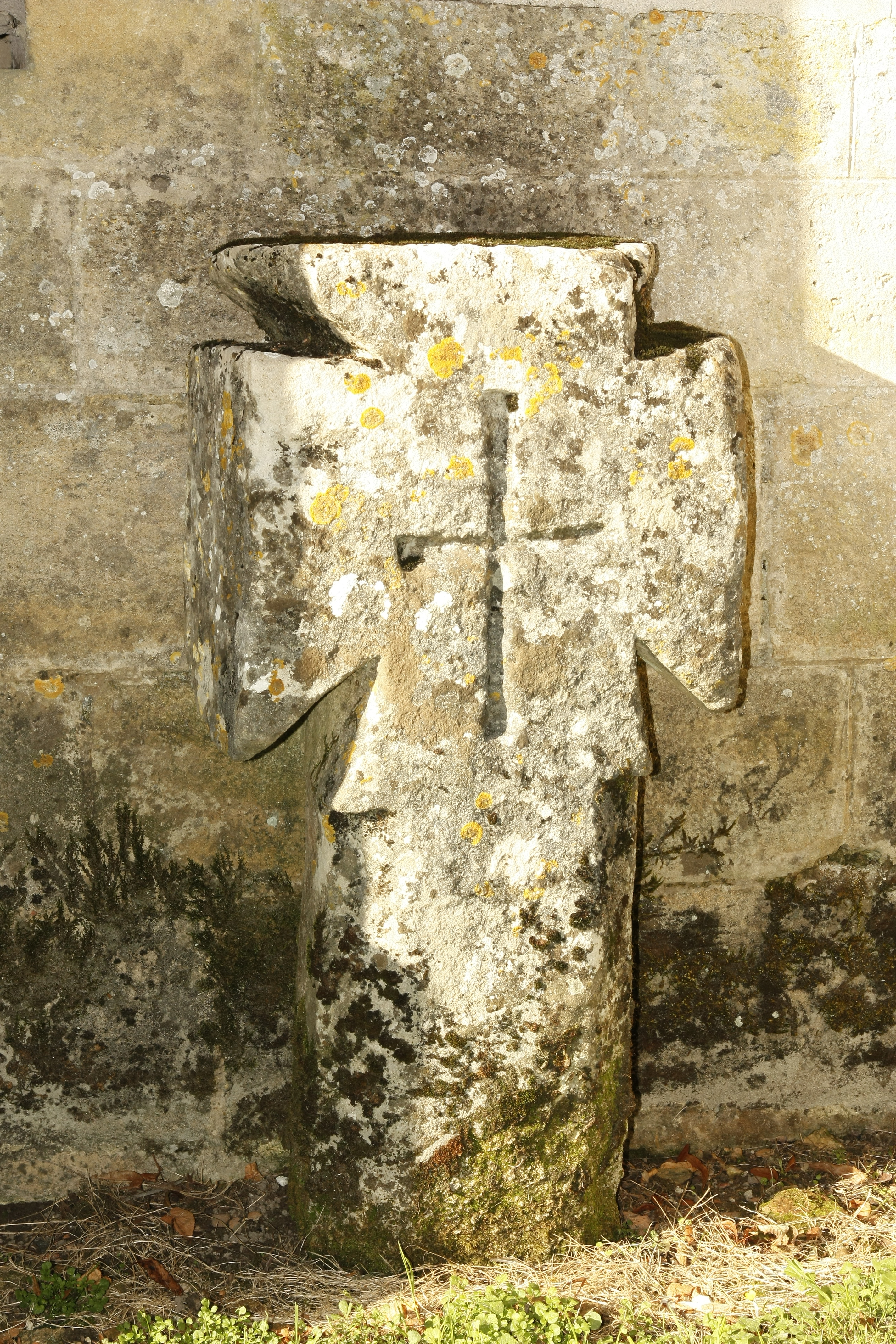
Croix de l'Ormeteau-Marie.

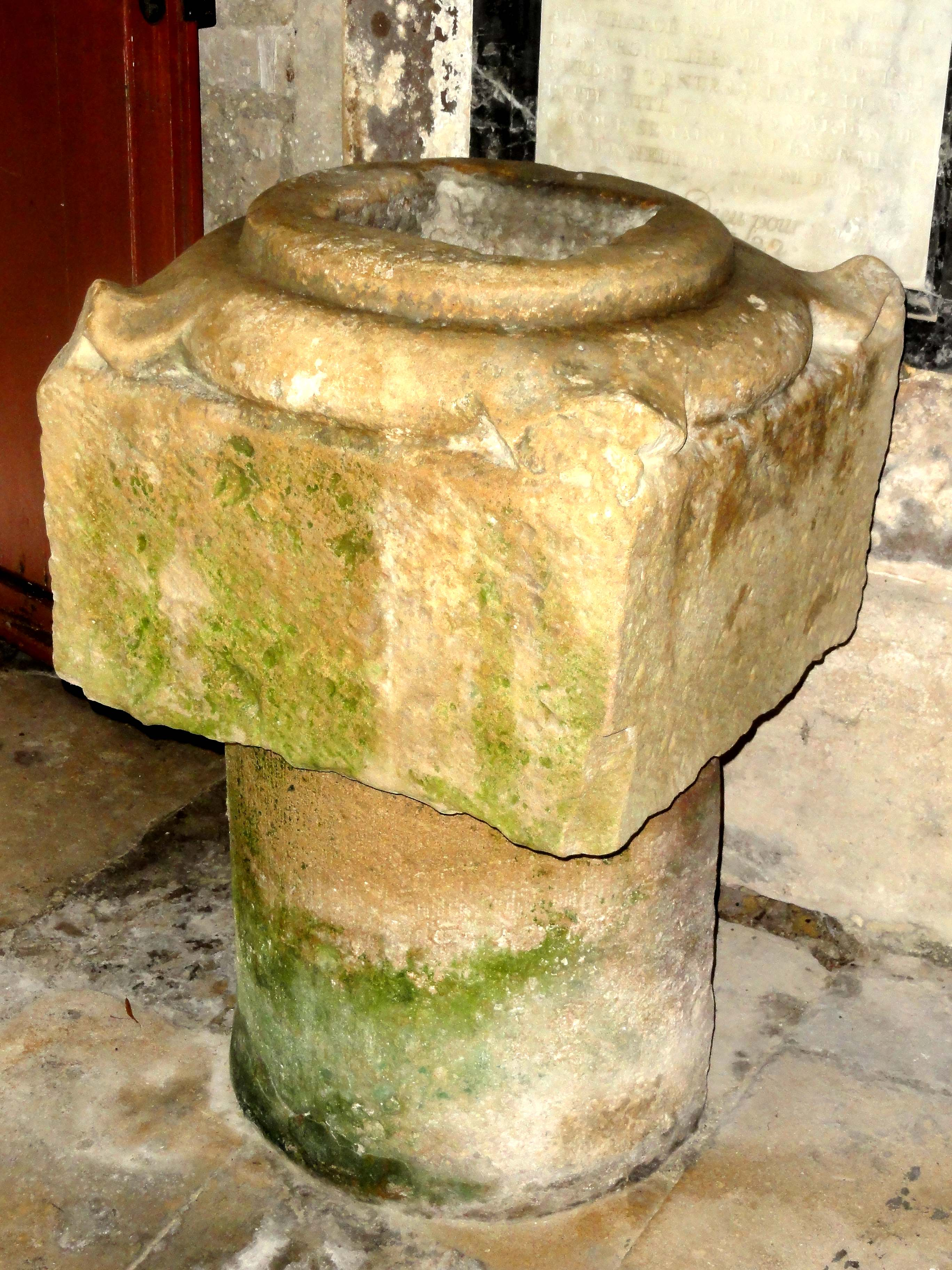
Le bénitier est une base de colonne du XIIe siècle.

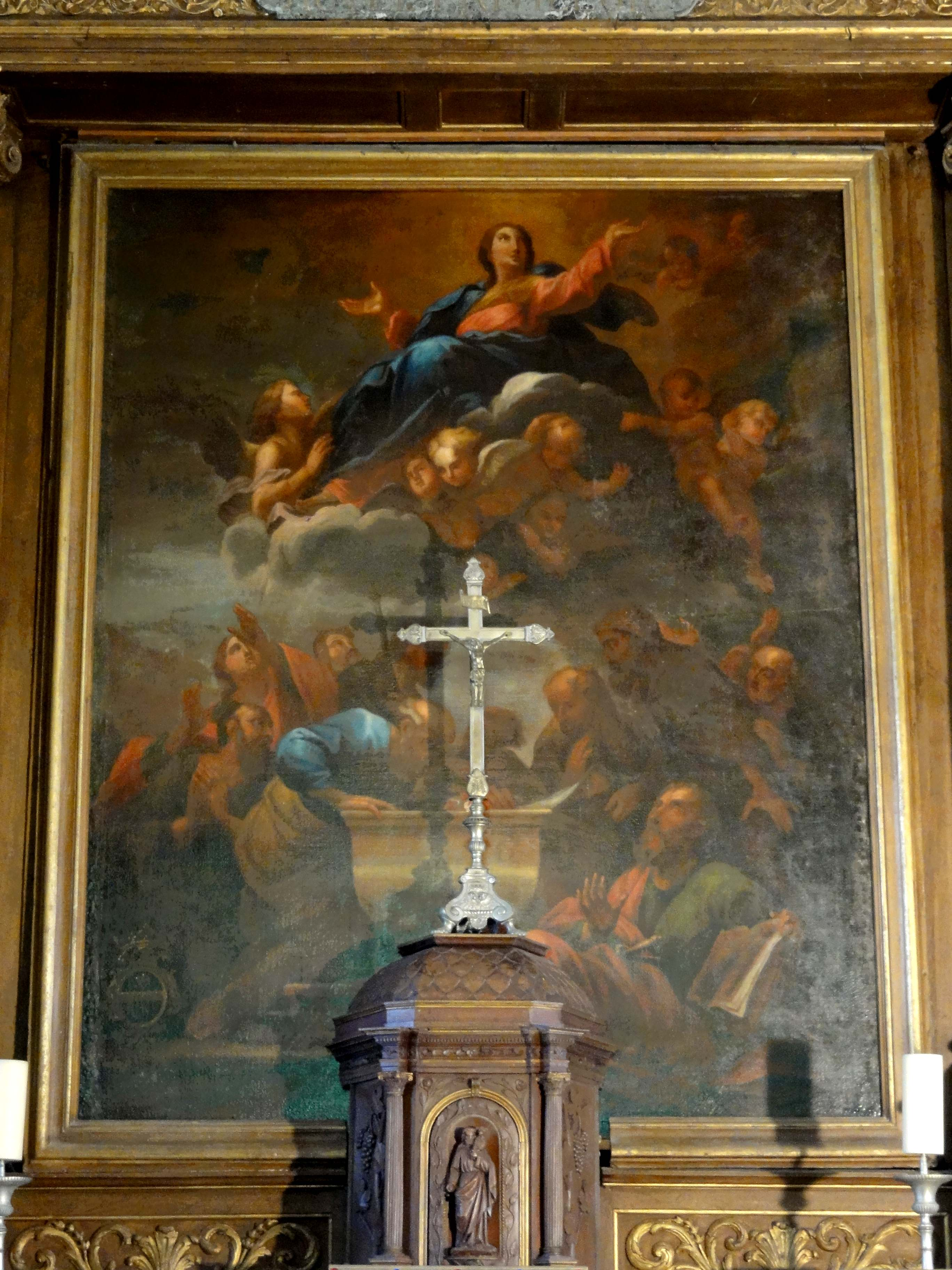
Retable - L'Assomption.

La fondation de la paroisse remonte à 832 d'après l'abbé Vital Jean Gautier. L'église est placée sous le vocable de l'Assomption de la Sainte-Vierge. Sous l'Ancien Régime, Théméricourt relève du doyenné de Meulan, de l'archidiaconé du Vexin français et de l'archidiocèse de Rouen. En 1205, l'archevêque de Rouen, Gautier de Coutances, donne l'église au prieuré Saint-Lô de Rouen. Son prieur devient ainsi le collateur de la cure. Deux religieux sont envoyés à Théméricourt, qui y établissent un petit prieuré et assurent le service paroissial. Théméricourt est donc l'un des nombreux cas d'un prieuré-cure, et est mieux loti que la plupart des autres villages dans le même cas, où il n'y a qu'un seul religieux. Aucun document ne renseigne sur l'histoire de l'église avant la Révolution française, et l'analyse archéologique doit suffire pour identifier les différentes campagnes de construction. La partie la plus ancienne est la base du clocher, qui témoigne de la transition du style roman vers l'architecture gothique, et peut être datée de la période comprise entre 1150 et 1180. Comme l'attestent les quatre arcades et ses chapiteaux, l'église devait suivre un plan cruciforme, et la base du clocher devait en même temps tenir lieu de croisée du transept. Les contreforts relativement plats au chevet du chœur et sa voûte d'ogives assez archaïque donnent à penser que cette travée est mise en œuvre sous la même campagne du clocher. En revanche, il n'est pas certain si les croisillons du transept sont déjà achevés. Certains éléments conservés en élévation donnent à penser que le chantier s'interrompt pendant une cinquantaine d'années. En effet, les culs-de-lampe sur lesquels retombent les ogives dans les croisillons ne sont pas antérieurs au début XIIIe siècle, et les contreforts fortement saillants correspondent à la même époque. Il est certain que les chapelles latérales du sanctuaire sont seulement ajoutées au moment du voûtement d'ogives des croisillons, car elles ne comportent aucun élément du XIIe siècle, et l'arcade méridionale du chœur retombe à l'ouest sur un chapiteau de crochets du premier quart du XIIIe siècle, du même style que les culs-de-lampe des croisillons. La nef et ses deux bas-côtés sont reconstruites à la même époque, sans voûtement d'ogives. L'église se présente désormais dans son plan actuel, sauf peut-être la chapelle au nord du chœur, qui ne garde aucun vestige du XIIIe siècle.
C'est peut-être entre la fin du XIIIe et le XVe siècle que les fenêtres latérales des chapelles sont pourvues d'un nouveau remplage de type rayonnant tardif, qui se caractérise par la sécheresse de la modénature. Pierre Coquelle en a conclu que ces fenêtres sont modernes, mais n'a trouvé aucun document qui l'atteste. Après la guerre de Cent Ans, à la fin du XVe ou au début du XVIe siècle, l'église subit quelques réparations, et la chapelle latérale nord du chœur est largement remaniée. Elle sert de chapelle seigneuriale aux seigneurs de Théméricourt. Des travaux à cette époque, témoignent encore la vaste baie au réseau gothique flamboyant au chevet de la chapelle, et l'arcade à l'intersection entre le chœur et la chapelle. Sur l'initiative du seigneur Achim d'Abos (1519-1607), entre 1569 et sa mort en 1607, la nef est voûtée d'ogives dans le style de la Renaissance, moyennant des consoles engagées dans les piliers au-dessus des chapiteaux du XIIIe siècle. L'arcade faisant communiquer le bas-côté sud avec le croisillon sud est refaite à la même occasion. Le clocher est exhaussé d'un second étage de beffroi, sans style réel. Plus tard, peut-être seulement au XIXe siècle, les voûtes du croisillon nord et de la chapelle latérale nord sont refaits avec des ogives de section carrée. Ces travaux se rattachent peut-être à la grande campagne de construction que l'église subit en 1836. Sous cette campagne, le clocher reçoit en tout cas une nouvelle flèche de charpente recouverte d'ardoise ; la charpente de la nef est rénovée ; une nouvelle fenêtre est percée dans le mur occidental de la nef ; et les murs des bas-côtés sont entièrement rebâtis, avec des baies simples en plein plein cintre. Selon la tradition orale, les bas-côtés auraient été voûtés d'ogives avant cette reconstruction, ce qui ne saurait être confirmé par les éléments conservés en élévation. Peut-être les bas-côtés et chapelles avaient-ils conservés leurs toits en bâtière jusqu'à la leur reconstruction, dont témoignent encore les anciens pignons du vaisseau latéral nord, dont l'un est incorporé dans le grand pignon du chevet. Vers 1868 / 1870, un nouveau portail est créé dans la première travée du bas-côté nord, qui évite aux habitants le contournement de l'église pour y accéder,.
L'église est classée monument historique par arrêté du 7 mai 1929. Par la suite, les baies de l'étage de beffroi sont débouchées. En 1954, un habitant, Fernand Tourret, dégage les clés de voûte de la nef des couches de plâtre qui dissimulaient leurs emblèmes héraldiques depuis 1793. En 1964, l'église subit un incendie. Trois années passent avant que la municipalité ne demande des devis pour la réparation. Celle-ci se limite à des travaux de type cosmétique, si bien que les eaux pluviales s'infiltrent dans l'édifice et le fragilisent. En 2014, l'angle nord-ouest du clocher doit être cintré d'urgence, et la dernière grande arcade de la nef, ainsi que l'arcade faisant communiquer le bas-côté avec le croisillon nord doivent être étayés. L'église Notre-Dame est aujourd'hui affiliée à la paroisse d'Avernes et Marines, qui dépend du diocèse de Pontoise érigé en 1966 pour regrouper les paroisses du nouveau département du Val-d'Oise. Il n'y a, depuis longtemps, plus de prêtre résident, et les messes dominicales sont devenues très rares, soit deux ou trois par an.

## Description

### Aperçu général

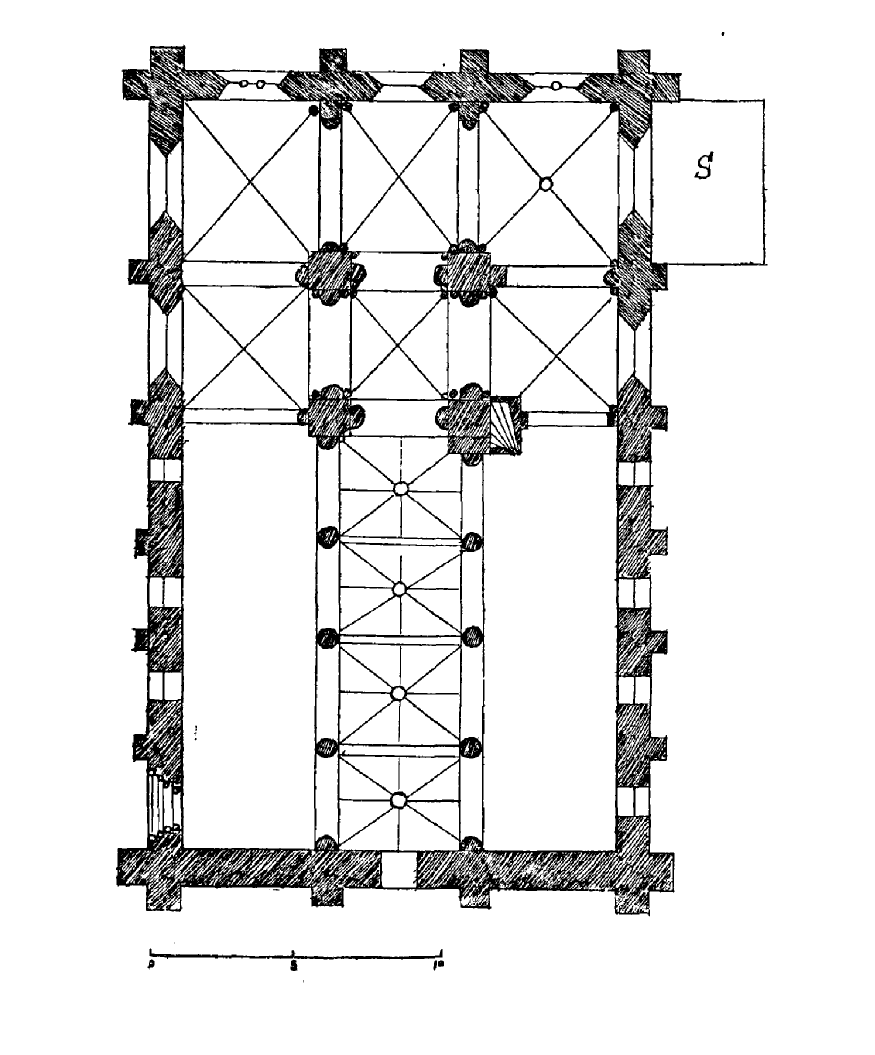
Plan de l'église.

À peu près régulièrement orientée, avec une déviation de l'axe de 13° vers le sud, l'église se compose d'une nef de quatre travées accompagnée de deux bas-côtés simplement plafonnés ; d'une base du clocher ou croisée du transept ; d'un chœur d'une seule travée se terminant par un chevet plat ; de deux collatéraux ou chapelles latérales du chœur qui englobent les anciens croisillons du transept, et comptent chacun deux travées. Ils se terminent également par un chevet plat. La longueur dans l'œuvre est de 24,50 m, et la largeur est de 15 m environ. Une sacristie existe au sud de la seconde travée de la chapelle latérale sud. Sauf les bas-côtés de la nef, toute l'église est voûtée d'ogives. L'on accède à l'église par le portail latéral dans la première travée du bas-côté nord, place Saint-Lô. Le portail occidental de la nef donne aujourd'hui sur une propriété privée, en l'occurrence le presbytère utilisé jusqu'à la Révolution, et n'est plus utilisable. Le bas-côté sud dispose également d'un portail occidental, mais cette partie de l'église est fermée au public en raison du mauvais état du faux plafond. Nef et bas-côtés sont recouverts ensemble par une toiture unique à deux rampants, avec pignon à l'ouest. Le chœur et ses deux collatéraux sont également munis d'une toiture commune à deux rampants, avec pignon à l'est et deux demi-pignons au-dessus des toits des bas-côtés de la nef.

### Intérieur

#### Nef et bas-côtés

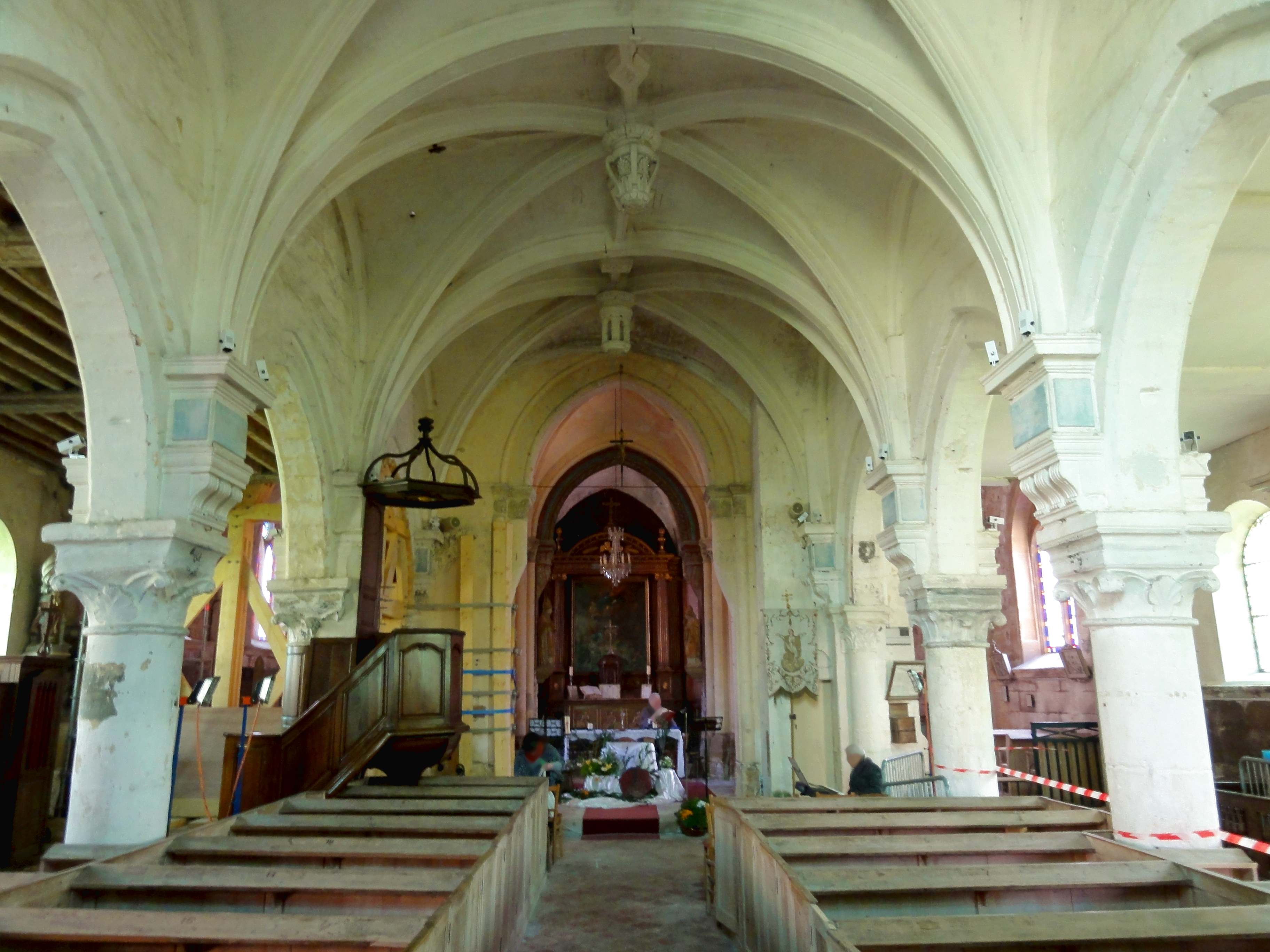
Nef, vue vers l'est.

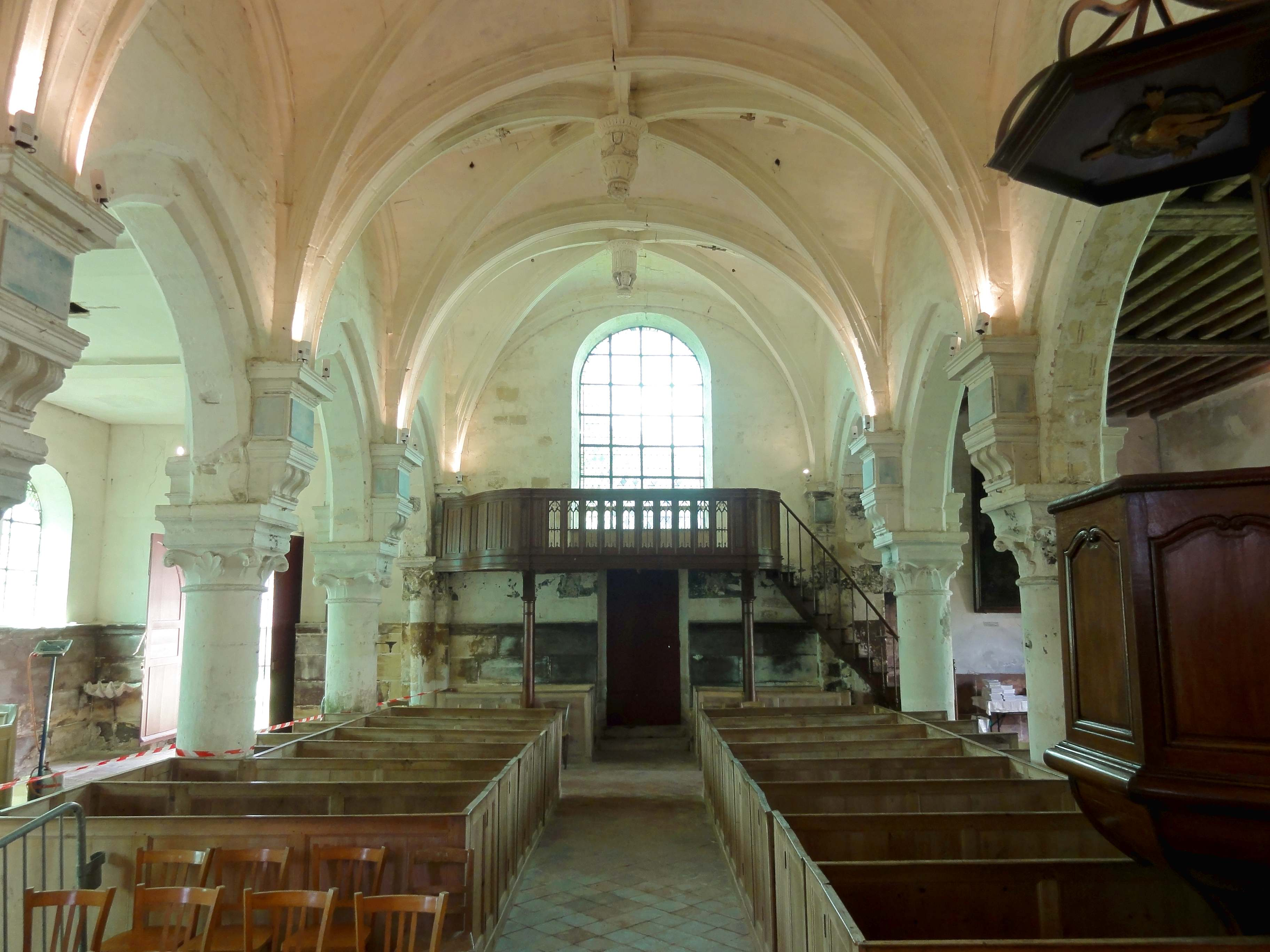
Nef, vue vers l'ouest.

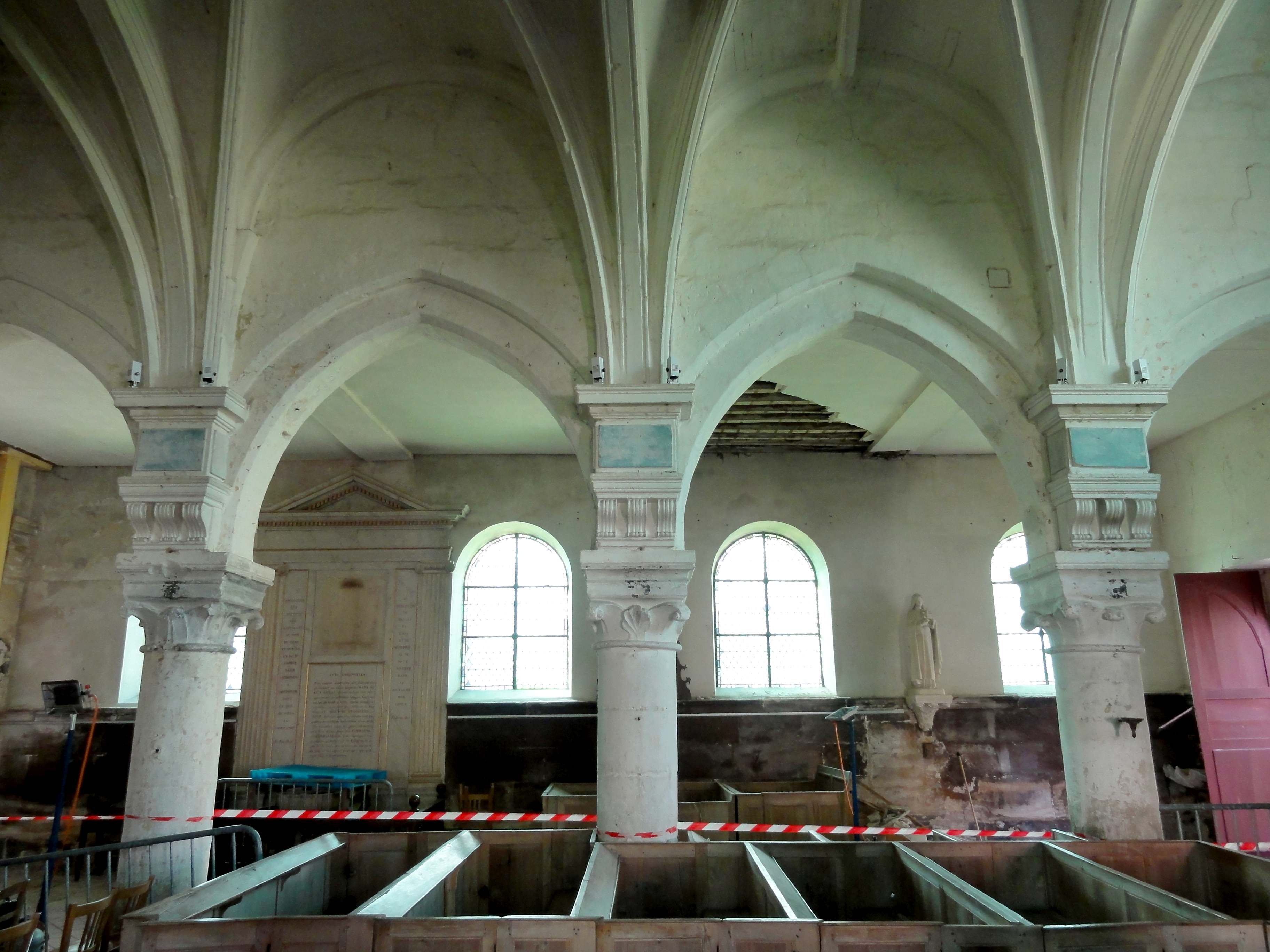
Élévation sud.

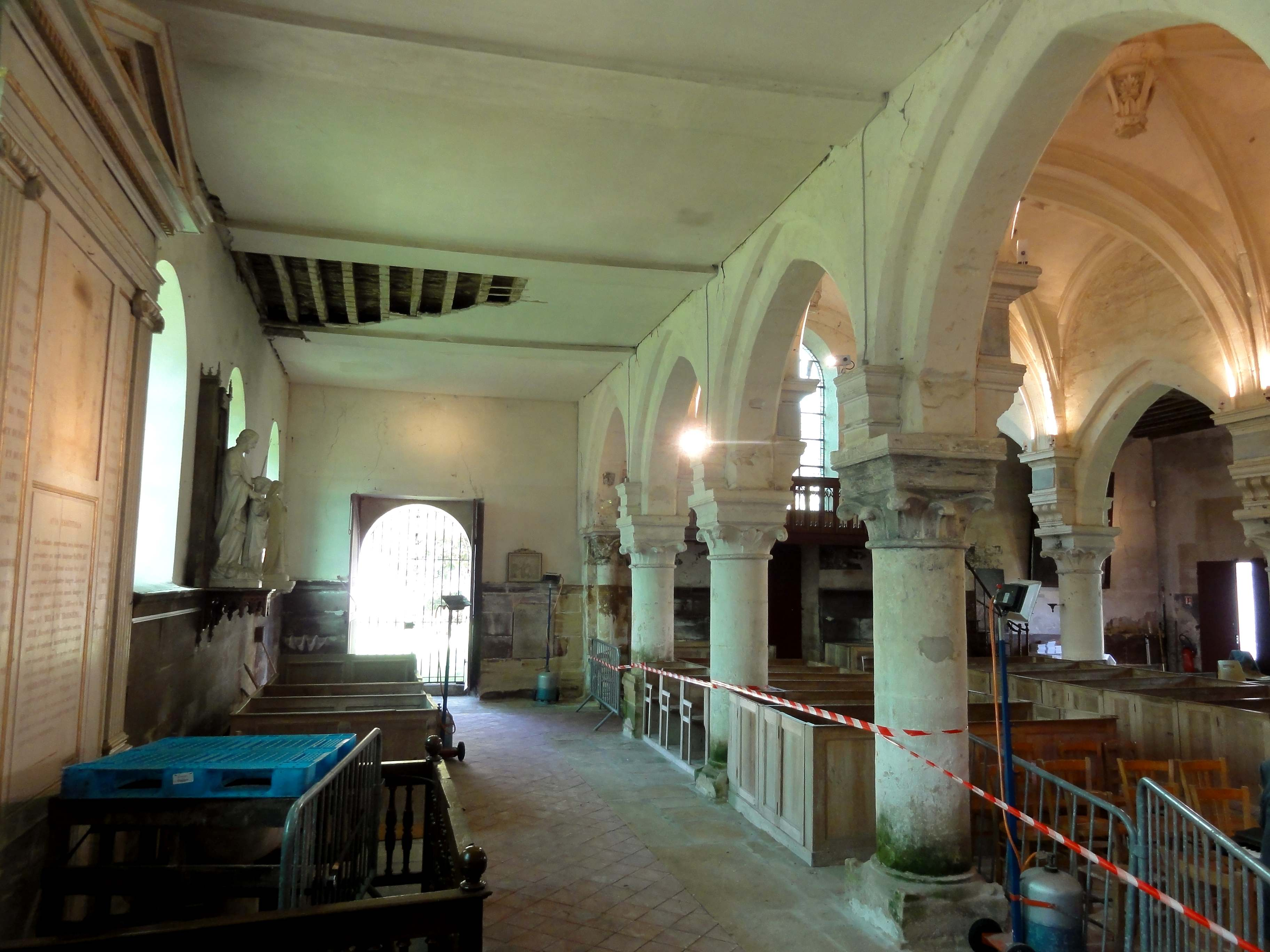
Bas-côté sud.

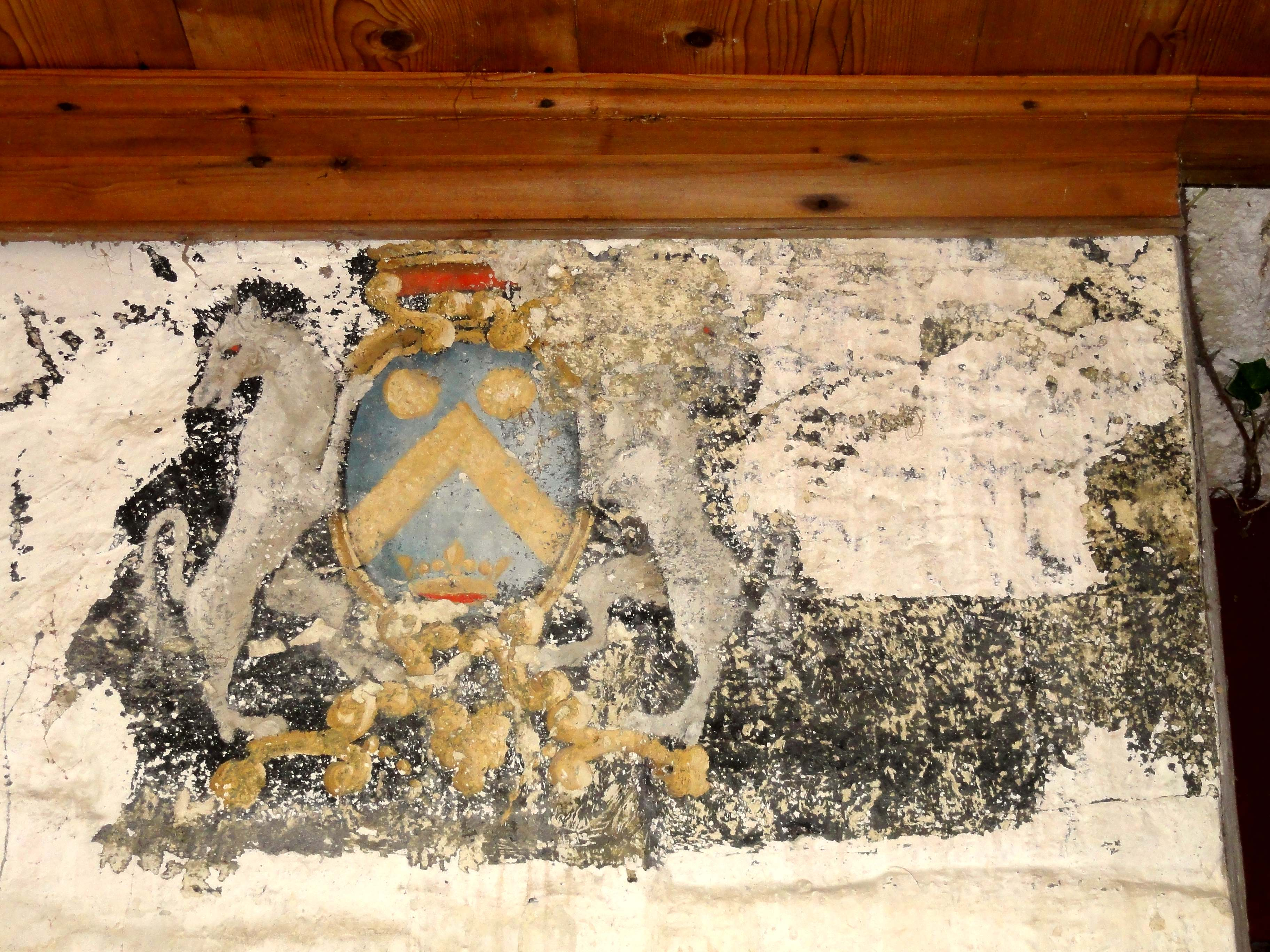
Litre de la famille Leprêtre.

La nef comporte des grandes arcades du début du XIIIe siècle, et des voûtes d'ogives de la seconde moitié du XVIe siècle. Elles ont complètement changé son aspect. Initialement, la nef ne devait pas être voûtée, puisque l'assiette des tailloirs n'est pas suffisante pour accueillir les nervures des voûtes en plus des grandes arcades. Des fenêtres hautes laissaient entrer le jour latéralement. Elles sont encore visibles depuis les combles, sauf leurs arcs, qui sont tombés : il est donc impossible de savoir si les baies étaient en plein cintre ou en arc brisé. Les ébrasements conservent des traces d'une polychromie architecturale ancienne : « une volute stylisée avec des fleurs rouges épanouies et autour une suite de motifs variant avec les différentes baies et composées de barres obliques, de losanges, de feuilles et d'une sorte de calebasse. Les couleurs sont le rouge-brun, le jaune, le blanc et le vert-brun ». Des peintures murales anciennes existent également au-dessus de l'arc triomphal. Elles représentent un Christ en gloire et les symboles du Tétramorphe disposés tout autour. Ces peintures ont été réalisées à la détrempe, et peuvent être datées du XIIIe siècle. Le Christ dans deux mandorles superposés a été restauré en 1999. Une photo est exposée au début de la nef.
Ce qui est visible de la nef gothique sont les grandes arcades, qui sont au nombre de quatre au nord et au sud. Elles sont à double rouleau et non moulurées, mais simplement chanfreinées, comme fréquemment dans les églises rurales de la région. À l'intersection entre deux travées, elles retombent sur les tailloirs carrés de gros chapiteaux sculptés de large feuilles d'eau à pointe enroulée, à raison d'une feuille par angle et d'une feuille au milieu de chaque face de la corbeille. À ce dernier emplacement, la moitié des chapiteaux présentent des feuilles polylobées, que Pierre Coquelle prend pour des feuilles de chêne. Les piliers monocylindriques appareillés en tambour ont des bases composées d'un grand et d'un petit tore, qui sont flanquées de griffes aux angles. Au début et à la fin des grandes arcades, soit au revers de la façade et contre les piles occidentales du clocher, la disposition est différente. Le rang de claveaux supérieur retombe sur des pilastrs munis de tailloirs moulurés, mais non de chapiteaux. Pour supporter le rang de claveaux inférieur, une colonnette à chapiteau est engagé dans le pilastre. À l'ouest, un seul chapiteau est conservé. Il est analogue aux autres. À l'est, les motifs deviennent plus complexes. Trois rangs de feuillages aux arêtes perlées sont déployés à la fin des grandes arcades du sud, tandis que le chapiteau à la fin des grandes arcades du nord montre des volutes d'angle stylisées de facture gothique primitive, et des feuilles polylobées inversées aux angles. Une irrégularité résulte de l'épaisseur augmentée de 70 cm de la pile sud-ouest du clocher, qui contient une cage d'escalier. De ce fait, les deux dernières grandes arcades du sud sont de 15 cm plus étroites que leurs homologues du nord, et les arcs-doubleaux sont légèrement obliques. Partout des couches de badigeons anciens cachent la pierre, et une polychromie ancienne affleure à certains endroits. Au revers de la façade, l'on voit la litre funéraire des Leprêtre, seigneurs de Théméricourt au XVIIIe siècle. Les blasons sont encadrés par deux licornes et surmontés d'une couronne, et se blasonnent ainsi : d'azur au chevron d'or accompagné en chef de deux besants du même et en pointe d'une couronne fleurdelisée du même. Une autre litre funéraire, moins bien conservé, est visible sur les piliers des grandes arcades du nord, côté nord. La cordelière indique qu'il s'agissait d'une veuve, probablement Marie-Louise Marguerite de Bionneau d'Airagues, épouse de François-Charles Leprêtre. Un blason non identifié, avec quatre chevrons superposés, est visible dans l'intrados de la première grande arcade du sud.
Au-dessus des tailloirs du début du XIIIe siècle, des consoles de style Renaissance sont engagés dans les piliers. Ils sont au nombre de trois par pilier, et adoptent une forme galbé. Ces consoles supportent une section d'entablement, dont la métope est aniconique, mais munie d'une sorte de plaque qui pourrait cacher un décor ancien, ou qui était elle-même décorée. Les nervures des voûtes retombent sur la corniche largement saillante. Les arcs-doubleaux et le formeret au revers de la façade sont en plein cintre, et les formerets latéraux sont en cintre surhaussé, ce qui vient du plan barlong des travées. Les doubleaux sont au profil d'un épais bandeau terminé à sa partie inférieure par deux étroits filets aux angles. Les ogives et les liernes adoptent ce même profil, sauf qu'ils sont plus minces. L'on observe le même profil dans l'église Saint-Eustache de Paris. Initialement, les liernes devaient être au nombre de quatre dans chaque travée, mais elles ne sont plus au complet que dans la dernière travée. Des clés de voûte secondaires existent au milieu des liernes. Parmi les seize qui devaient exister au total, cinq ont disparu. Les survivants sont des losanges dans la première et dans la troisième travée, inscrivant une fleur ou un motif végétal simple. Dans la seconde travée, l'on trouve deux rectangles, l'un arborant une fleur, l'autre une forme géométrique excavée. Les clés secondaires de la quatrième travée, plus complexes, sont pour moitié rondes, et pour moitié carrées. Les clés rondes affichent des feuilles lancéolées sur deux rangs et une rosace centrale, ainsi qu'une rouz à seize rayons. Les clés carrées sont ornées de fleurs, dont l'une est entourée d'un rang d'oves.

Les éléments les plus intéressants des voûtes de la Renaissance sont les clés de voûte centrales, qui sont pendantes. Deux comportes des consoles en forme de S. La dernière est un petit temple. Partout, le décor est très riche, et fait appel au vocabulaire ornemental habituel de l'époque, avec de différents types de feuillages et d'oves. Un écusson apparaît en bas, sur la face frontale. Le premier présente les armes d'Achim d'Abos, de sable au chevron d'or accompagné de trois roses d'argent, entourés du collier de l'ordre de Saint-Michel. Roland Vasseur pense qu'Achim d'Abos est le seigneur qui finança le voûtement de la nef. Dans la deuxième travée, les armes de la famille de Théméricourt, à laquelle appartenait la grand-mère d'Achim d'Abos, sont de gueules à trois chevrons d'argent. L'écusson de la troisième voûte est endommagé. Il se blasonne ainsi : de… à la fasce de… accompagné en chef de trois étoiles de… posées en fasce, et en pointe de trois coquilles de… posées deux et une. Ce blason se rapporte à Denis de Boutigny, épouse d'Achim d'Abos, morte en 1591. Le quatrième blason appartient à la mère d'Achim d'Abos, Françoise de Silly, nièce du seigneur de La Roche-Guyon d'hermine à la fasce ondoyante accompagnée en chef de trois tourteaux du même posés en fasce. Un filet en bande passe sur le tout. Avec ces différents blasons, Achim d'Abos voulait honorer sa famille. Sachant que l'ordre de Saint-Michel lui fut décerné en 1569, les voûtes doivent être postérieures à cette date. Elles se rapprochent de celles de Commeny, qui portent le millésime de 1568.

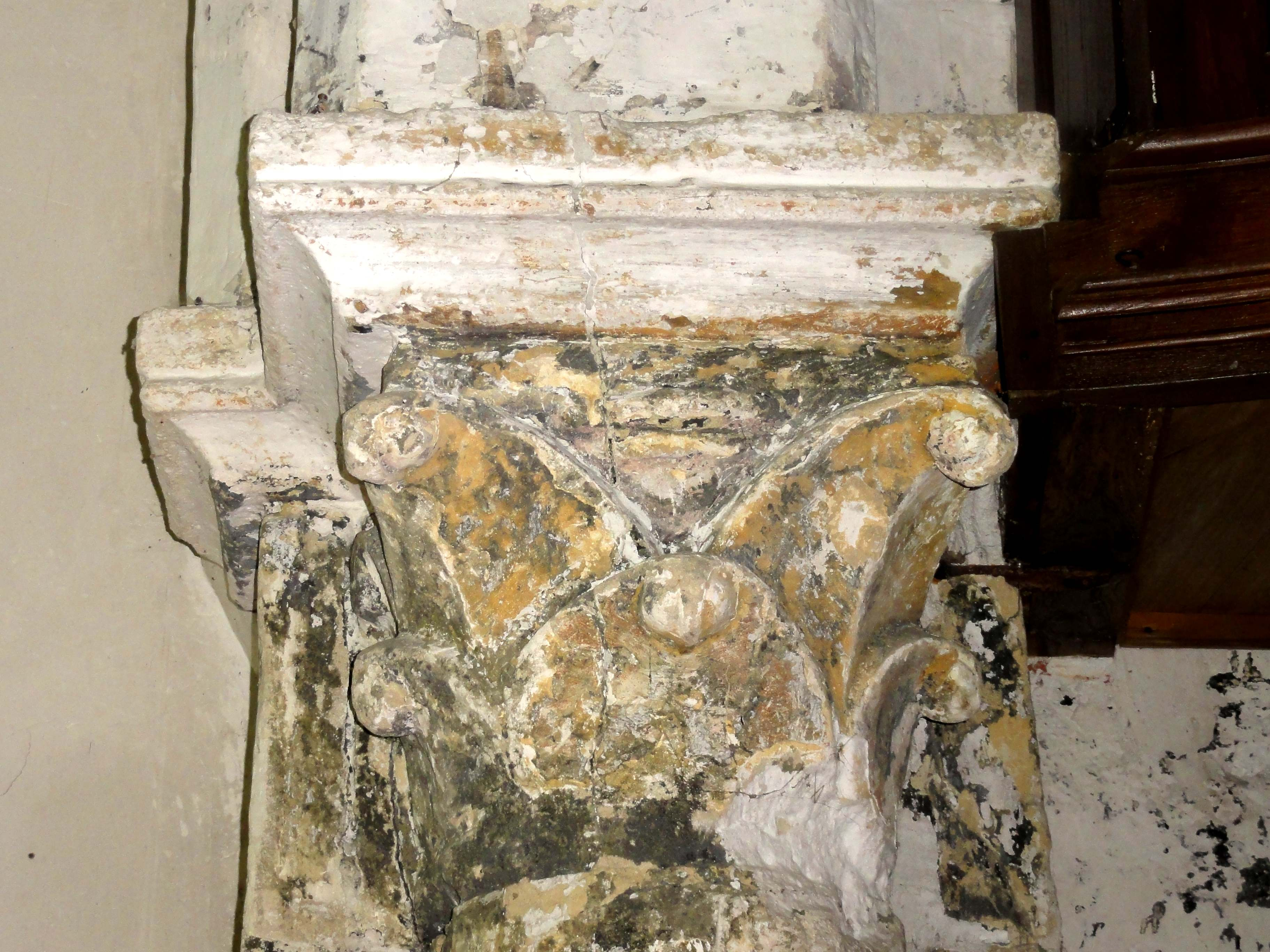
Chapiteau au début des grandes arcades du sud.
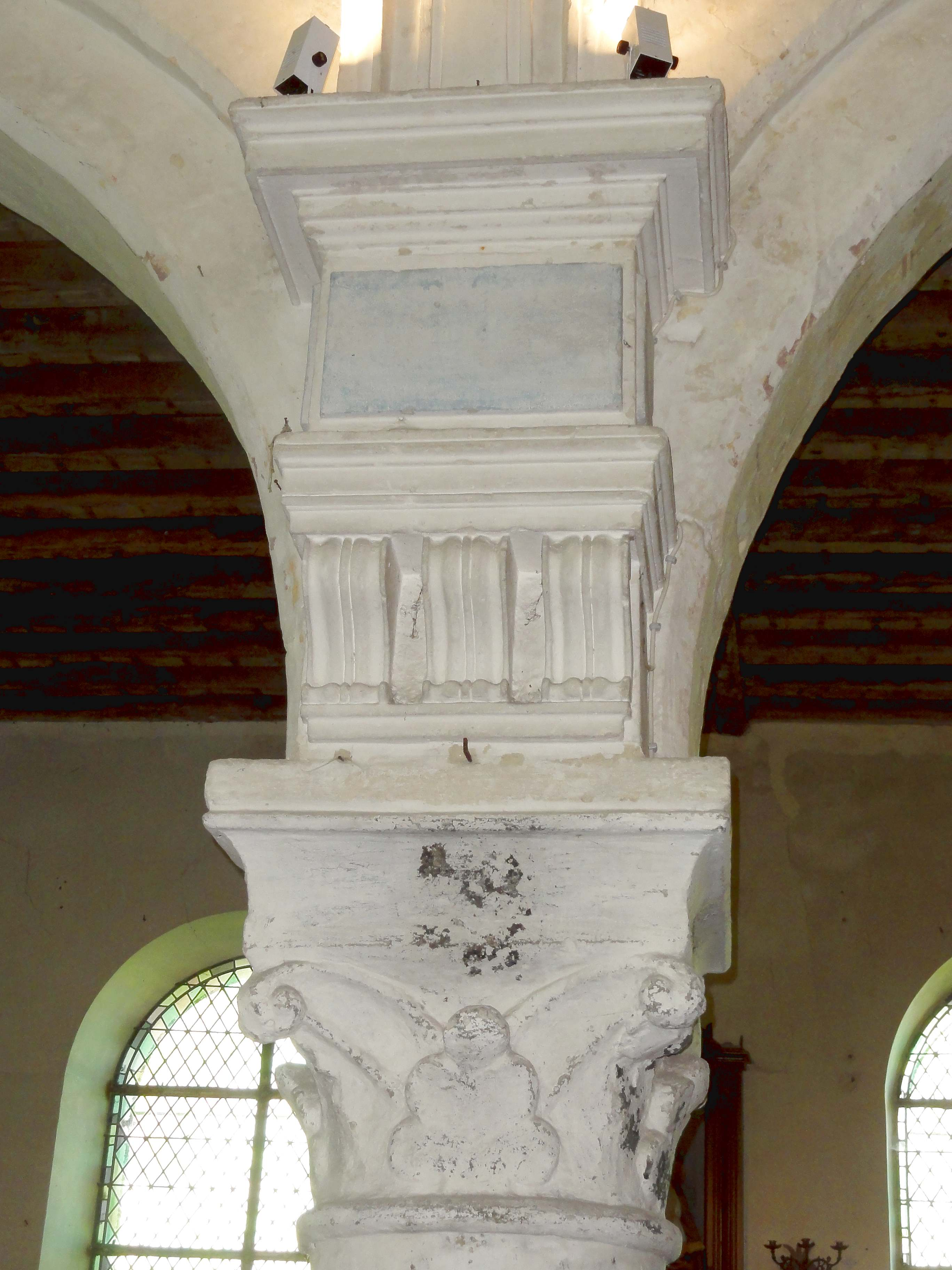
Chapiteau et console du 2e pilier du sud.
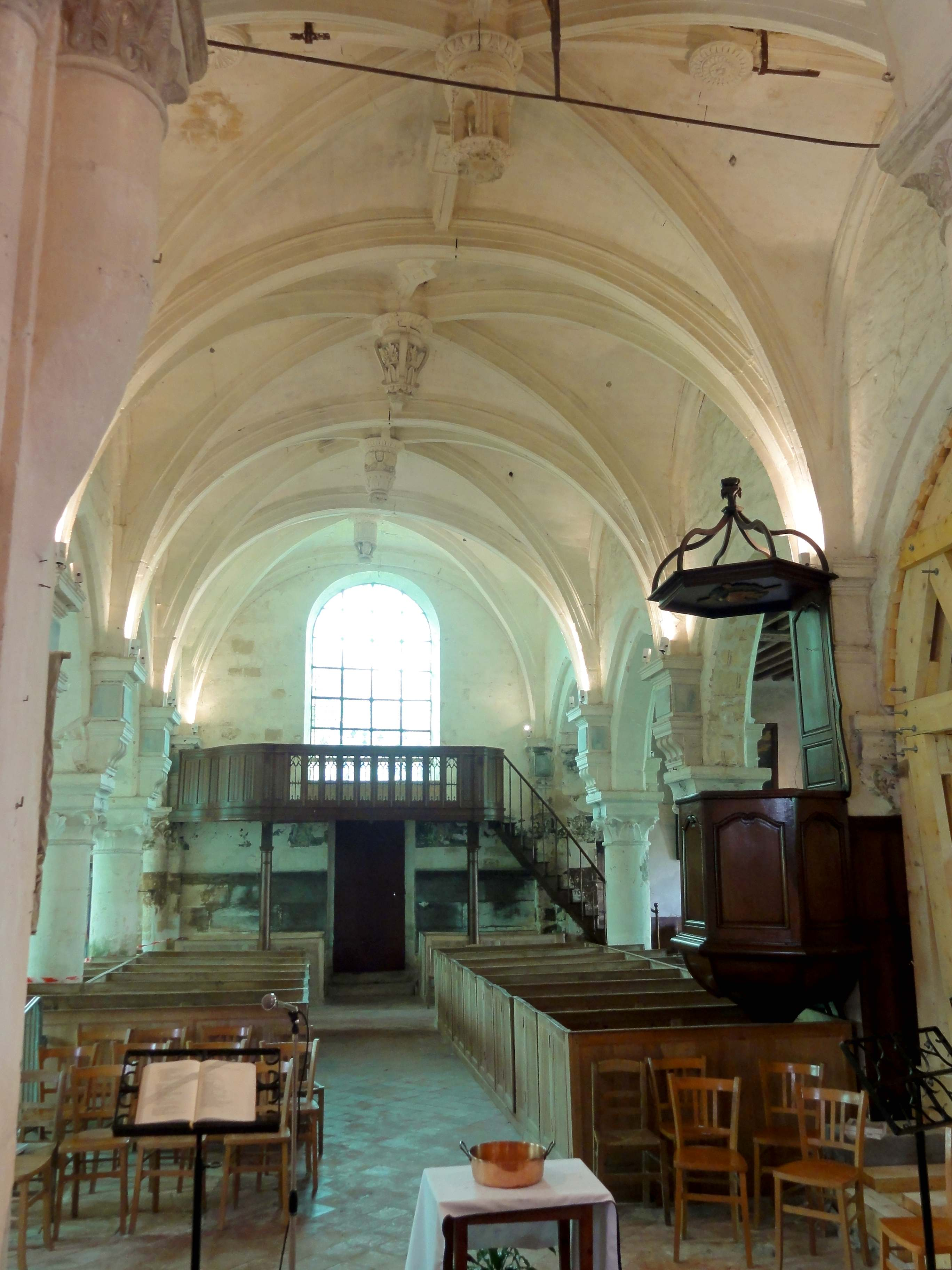
Nef, vue vers l'ouest depuis la base du clocher.
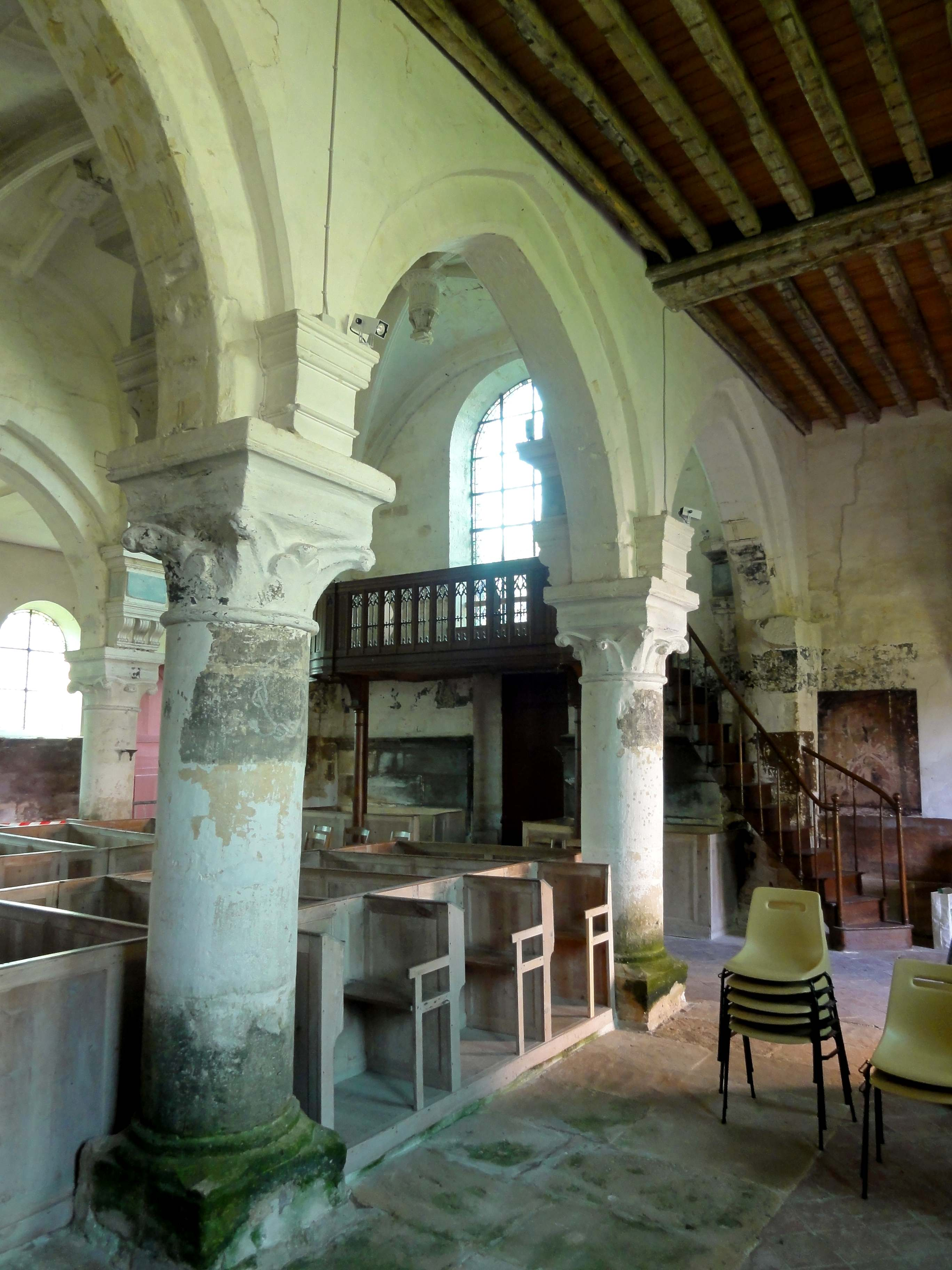
Grandes arcades du nord, vue depuis le bas-côté.
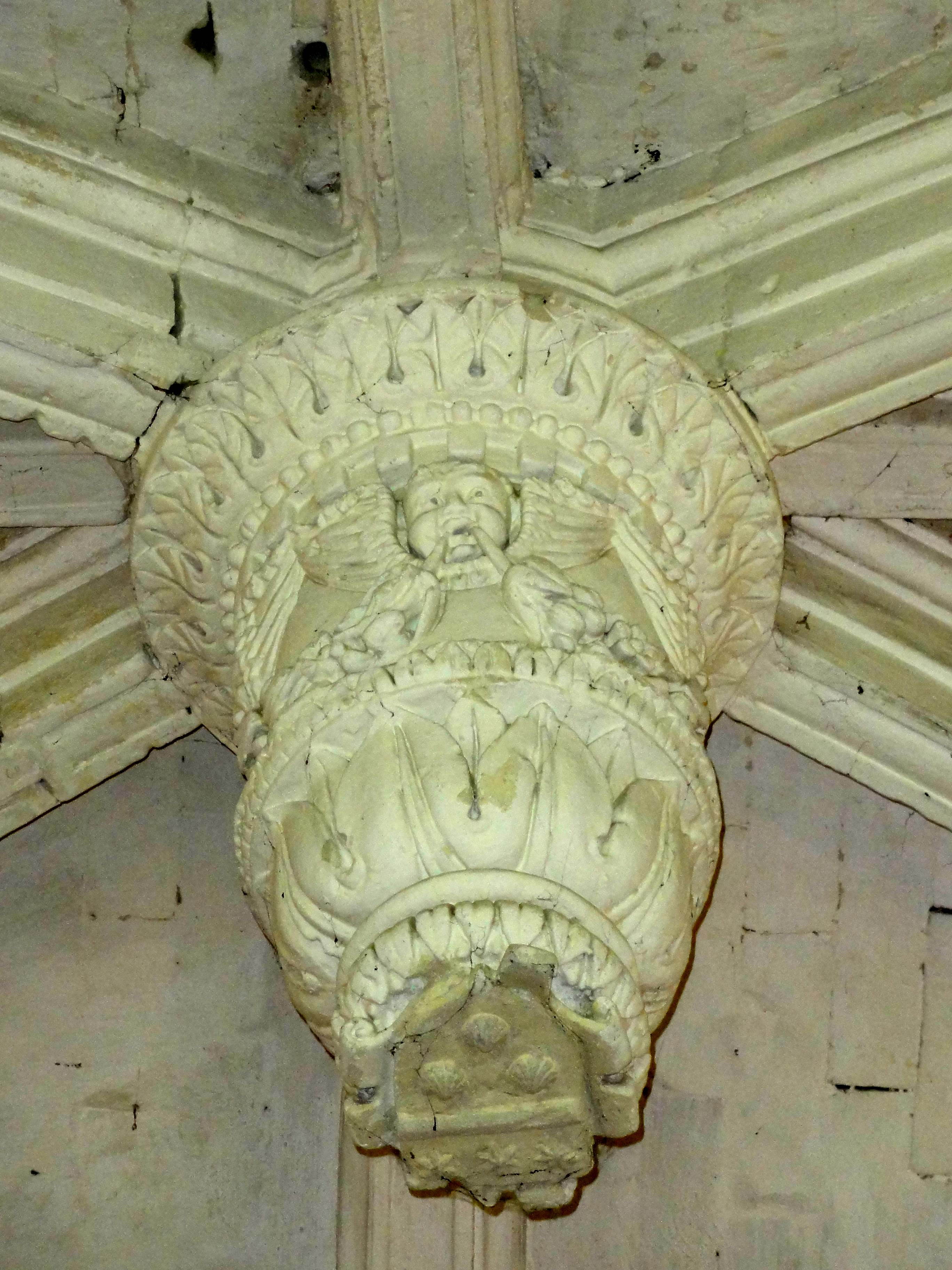
Clé de voûte centrale de la 2e travée.
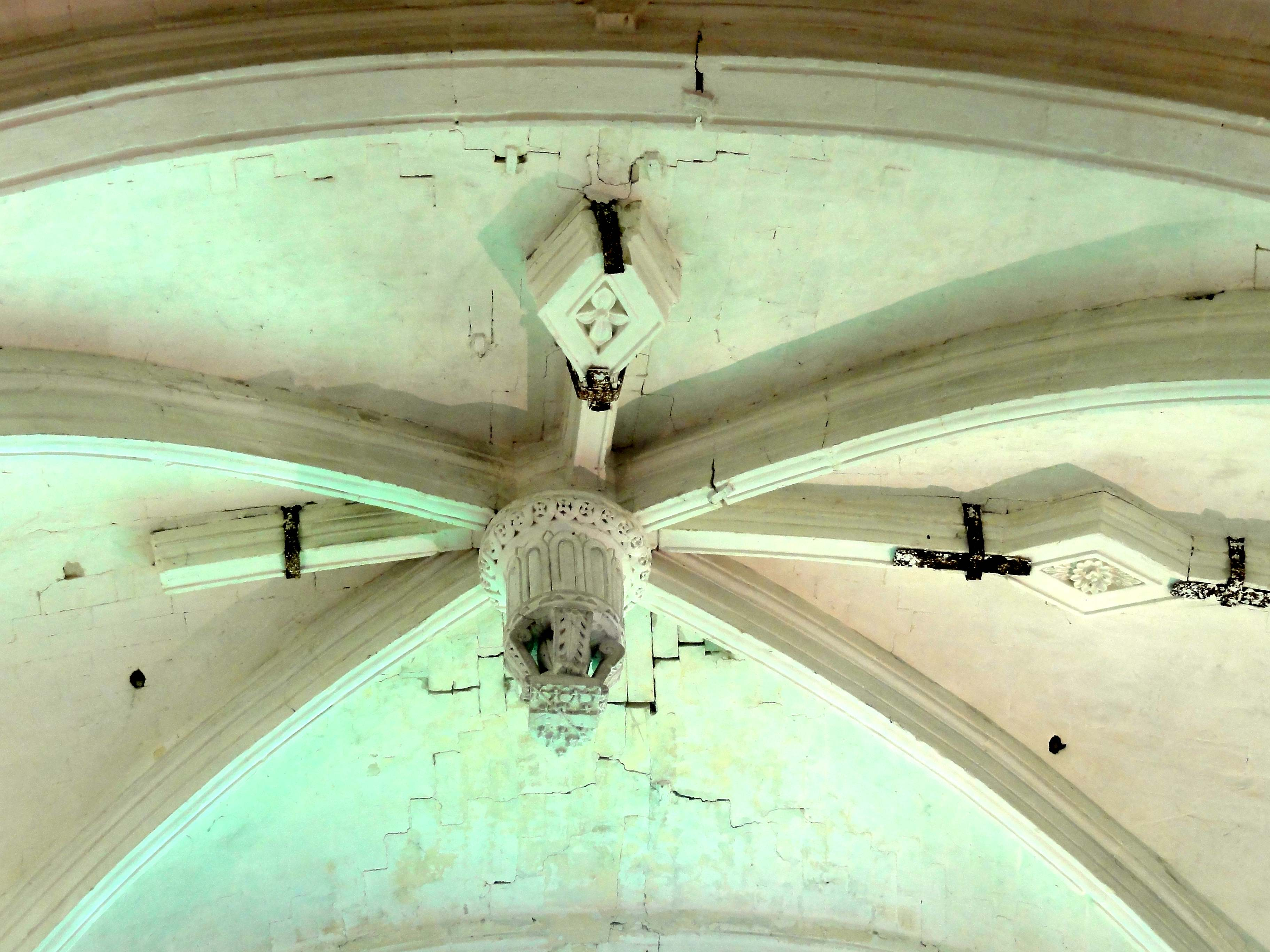
Clés de voûte de la 1re travée.

#### Base du clocher et chœur

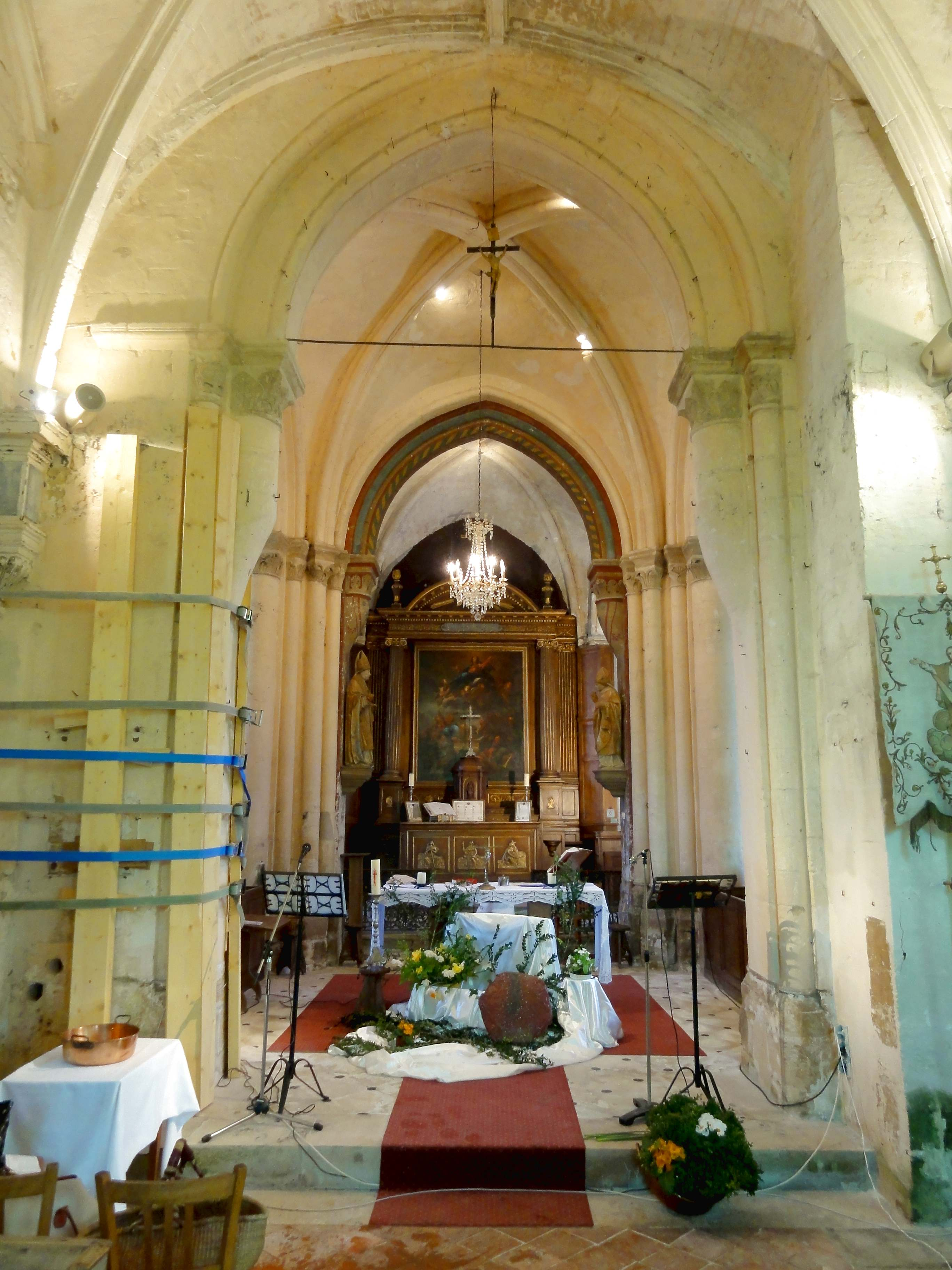
Vue depuis la nef.

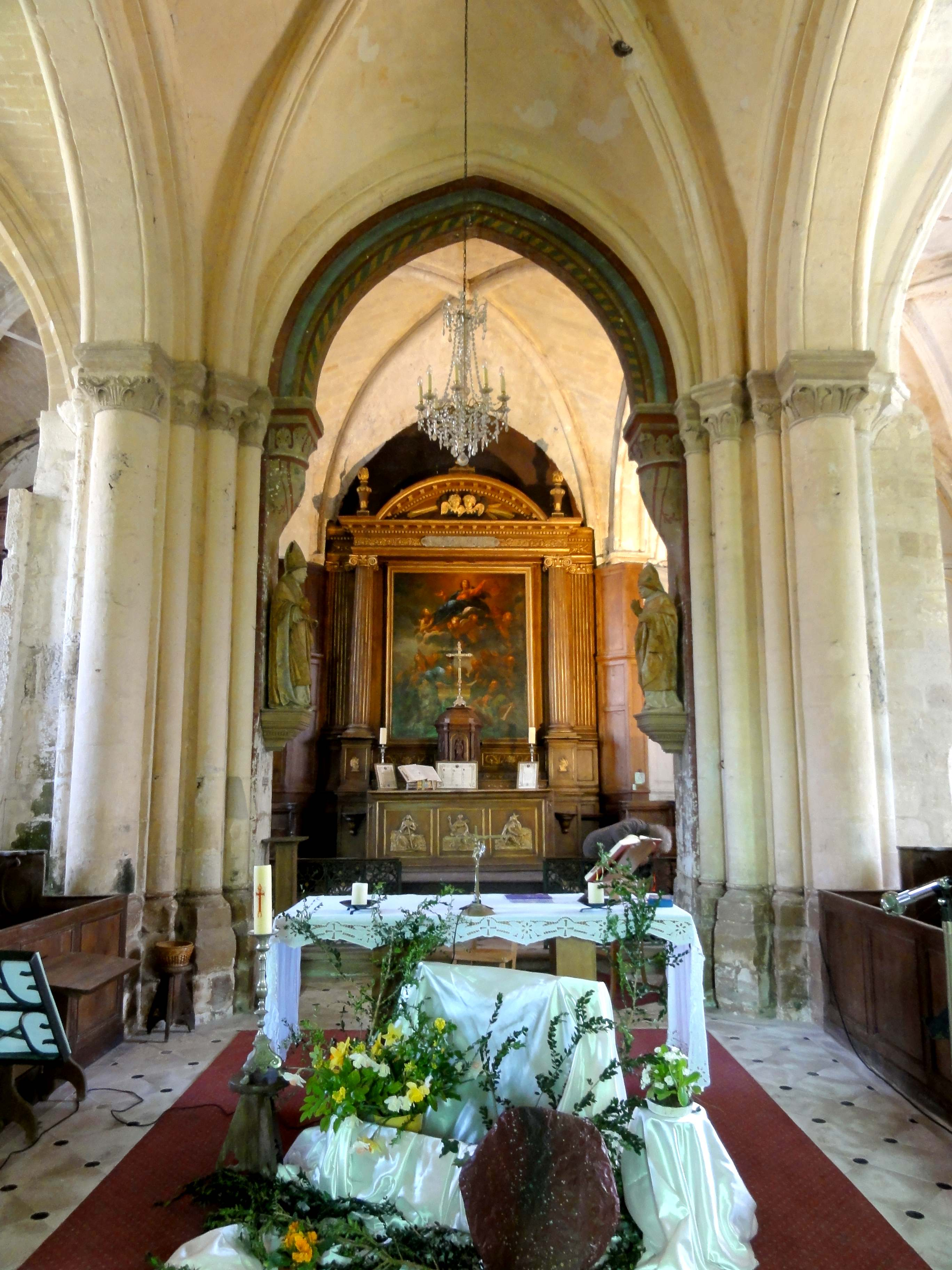
Croisée, vue vers l'est.

Délimitée par les quatre piles du clocher et définie par quatre doubleaux en arc brisé, la base du clocher ou croisée du transept possède quatre élévations identiques. Des différences ne s'observent qu'en regardant les doubleaux depuis les travées adjacentes. Les doubleaux sont à double rouleau. L'intrados est mouluré d'un méplat entre deux tores, et le rang de claveaux supérieur présente un tore de chaque côté, sauf vers le croisillon nord, où il est simplement chanfreiné, comme les grandes arcades de la nef. La retombée s'effectue sur les tailloirs carrés de colonnettes à chapiteaux, dont celles correspondant au rang de claveaux inférieur sont de fort diamètre, et à moitié engagés dans les piles, tandis que les autres sont très fines, et logées dans des ressauts des piles. Dans les quatre extrémités de la base du clocher, s'y ajoute une colonnette analogue réservée aux ogives. Des faisceaux d'une colonne et de trois colonnettes sont donc visibles dans les angles de la croisée. Tous les fûts sont appareillés. Les corbeilles des chapiteaux sont généralement sculptées de palmettes de feuilles d'acanthe, dont certaines ont la particularité de se détacher devant des bordures de feuilles ou de feuilles simples à volutes d'angle en arrière-plan. Cet effet donne une belle plasticité et est une marque d'un certain raffinement. Sur plusieurs petits chapiteaux, l'on voit des feuilles d'eau, et sur un seul, à gauche de l'arc triomphal en regardant depuis la nef, une tête grimaçante devant des volutes d'angle. Les bases se composent d'un petit tore, d'une scotie et d'un gros tore flanqué de griffes aux angles. Les hauts socles sont à double ressaut,.
Pour compléter la description de la composition des piles telles qu'elles se présentaient vers 1180, il reste à mentionner que des colonnettes à chapiteaux destinées aux ogives du chœur existent à l'est des piles orientales du clocher. Elles sont parfaitement homogènes avec le reste. Le doubleau séparant le chœur de la chapelle latérale sud est à simple rouleau, et mouluré de la même façon que l'intrados des quatre arcades autour de la croisée du transept. Comme déjà signalé, le chapiteau de crochets à l'ouest de ce doubleau indique toutefois une période plus tardive, vers le début du XIIIe siècle. Au droit du chevet, tous les chapiteaux ont été supprimés lors de l'installation des boiseries des retables. Le doubleau séparant le chœur de la chapelle latérale nord a été retaillé à la période flamboyante, et perdu ses supports. Restent à signaler les voûtes, qui sont assez bombées et en tiennent une facture archaïque. Les ogives de la base du clocher sont moulurées d'une fine arête entre deux tores, qui sont du même diamètre que ceux des doubleaux. À la clé de voûte, les ogives se croisent tout simplement. Le voûtain septentrional a été perforé d'un trou pour la remontée des cloches. La voûte du chœur est un peu moins élevée, et ses ogives sont monotoriques. Bien que plus fines que celles de la croisée du transept, ce profil est également d'origine très ancienne et répandu dans la région dès la période romane tardive. La clé de voûte est une minuscule rosace. Les formerets font défaut, ce qui est fréquent pendant les premières décennies du voûtement d'ogives, jusqu'au troisième quart du XIIe siècle (et bien au-delà pour les bas-côtés et croisillons). En jugeant d'après la voûte elle-même, le chœur devrait être aussi ancien que la base du clocher. Pierre Coquelle base sa datation du début du XIIIe siècle uniquement sur le doubleau méridional, qui peut bien être plus récent que la travée elle-même. La petite rosace qui éclairait jadis le chevet, et qui ne demeure visible que depuis l'extérieur, devrait également dater du début du XIIIe siècle. Son remplage décrivait un octolobe. L'on voit bien qu'elle remplace une petite fenêtre plus ancienne, dont le sommet de l'arc subsiste,.

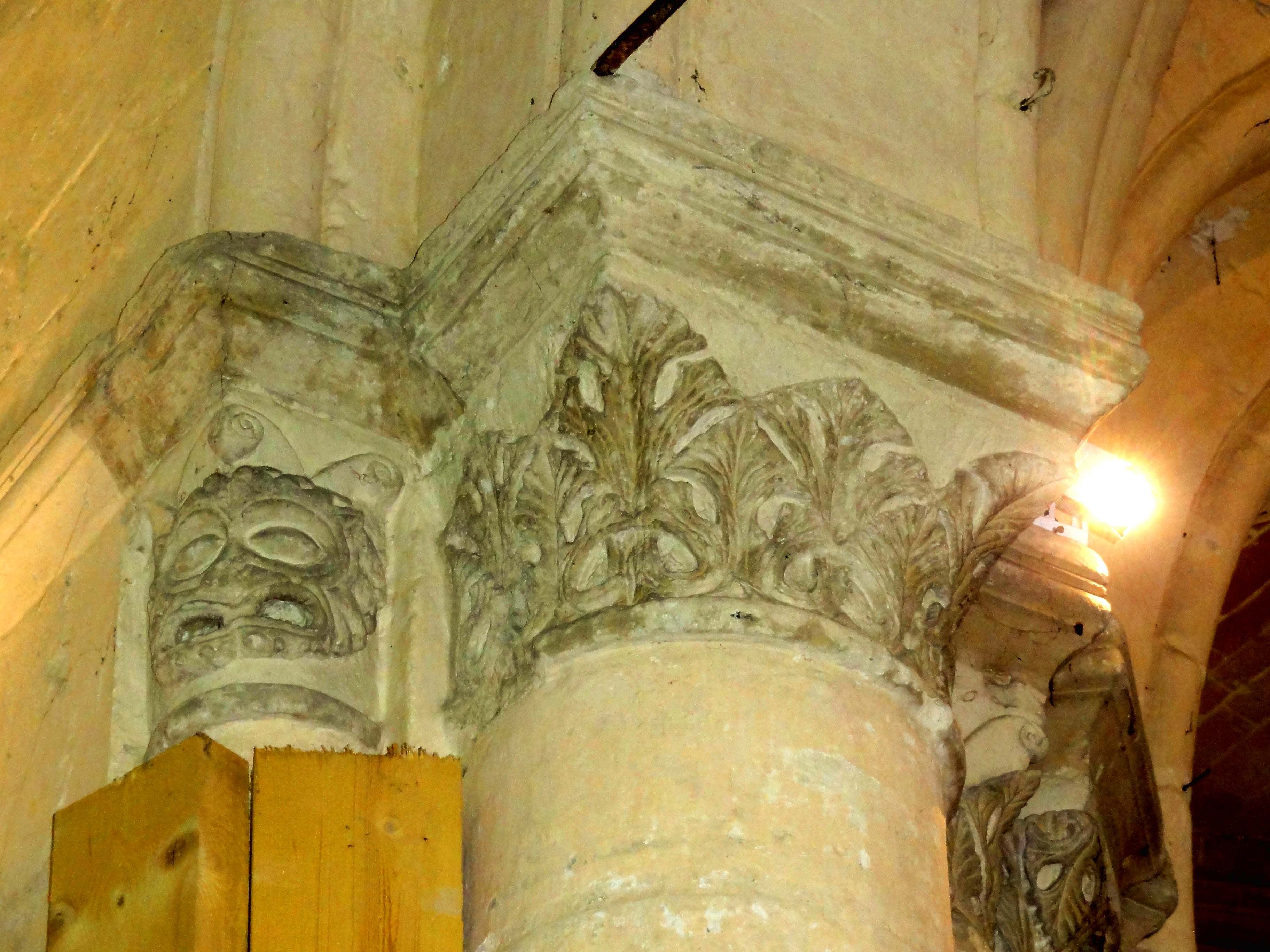
Nef, chapiteaux de l'arc triomphal, côté nord.
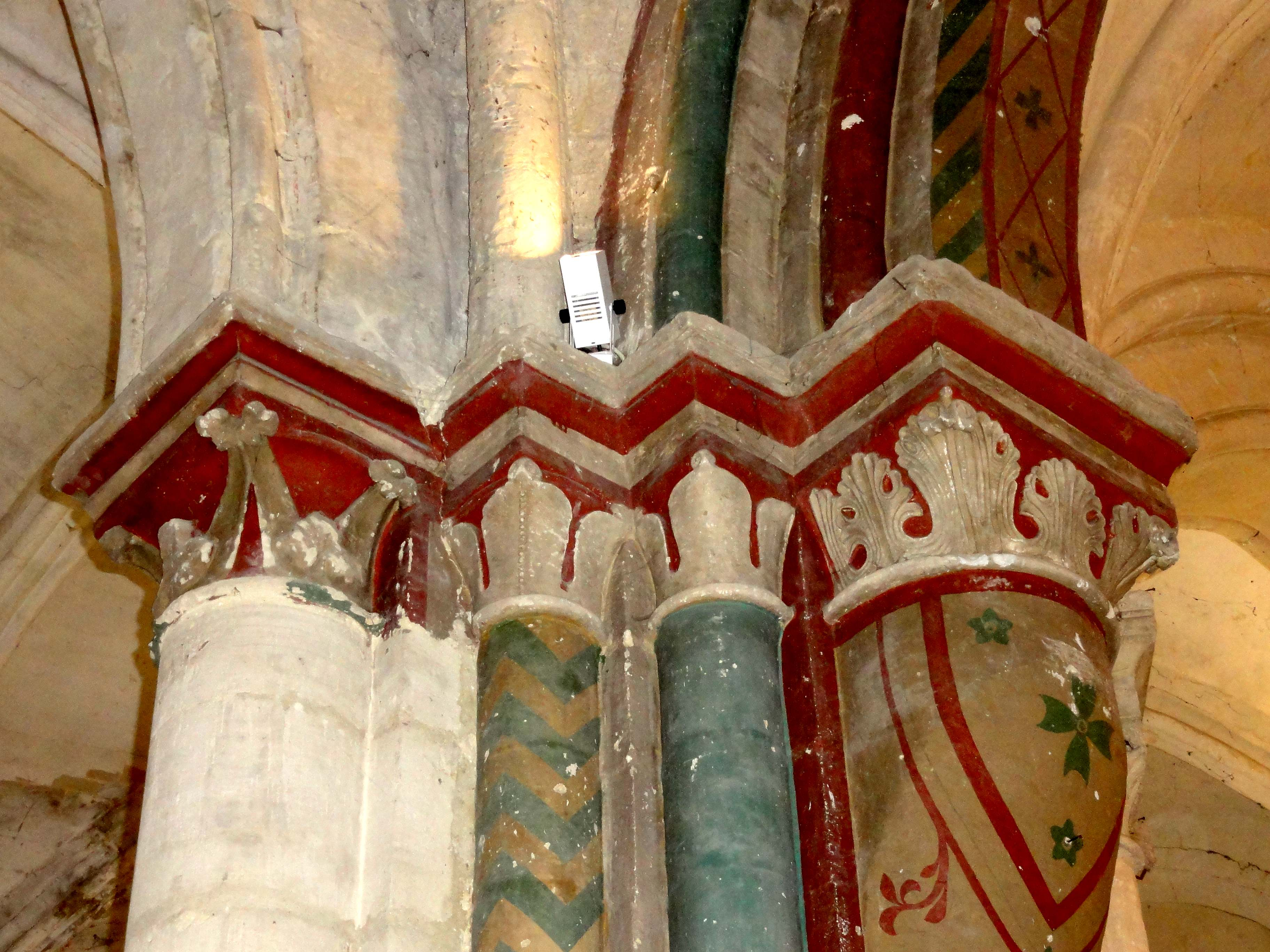
Chœur, chapiteaux dans l'angle sud-ouest.
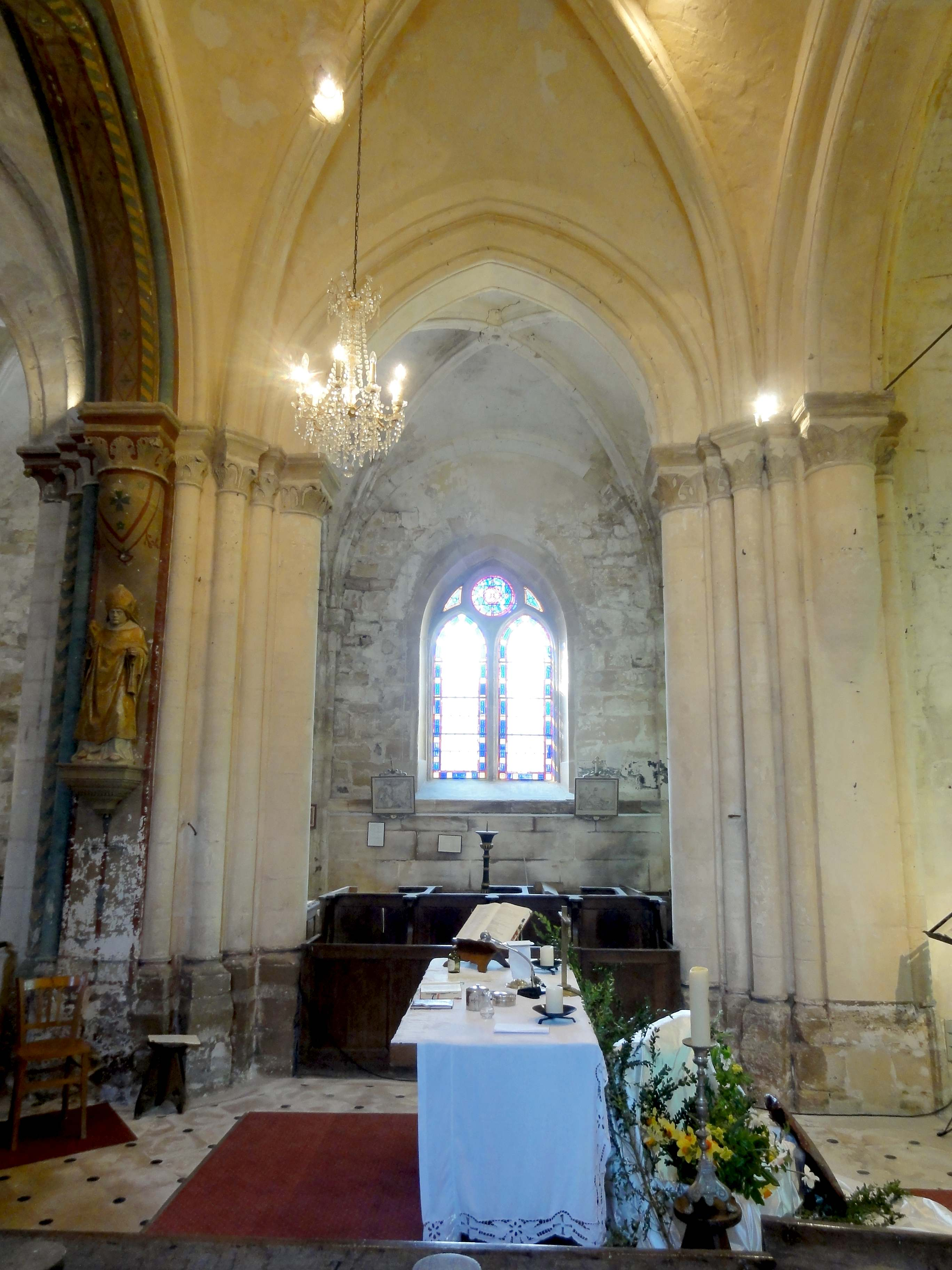
Croisée, vue vers le sud dans le croisillon.
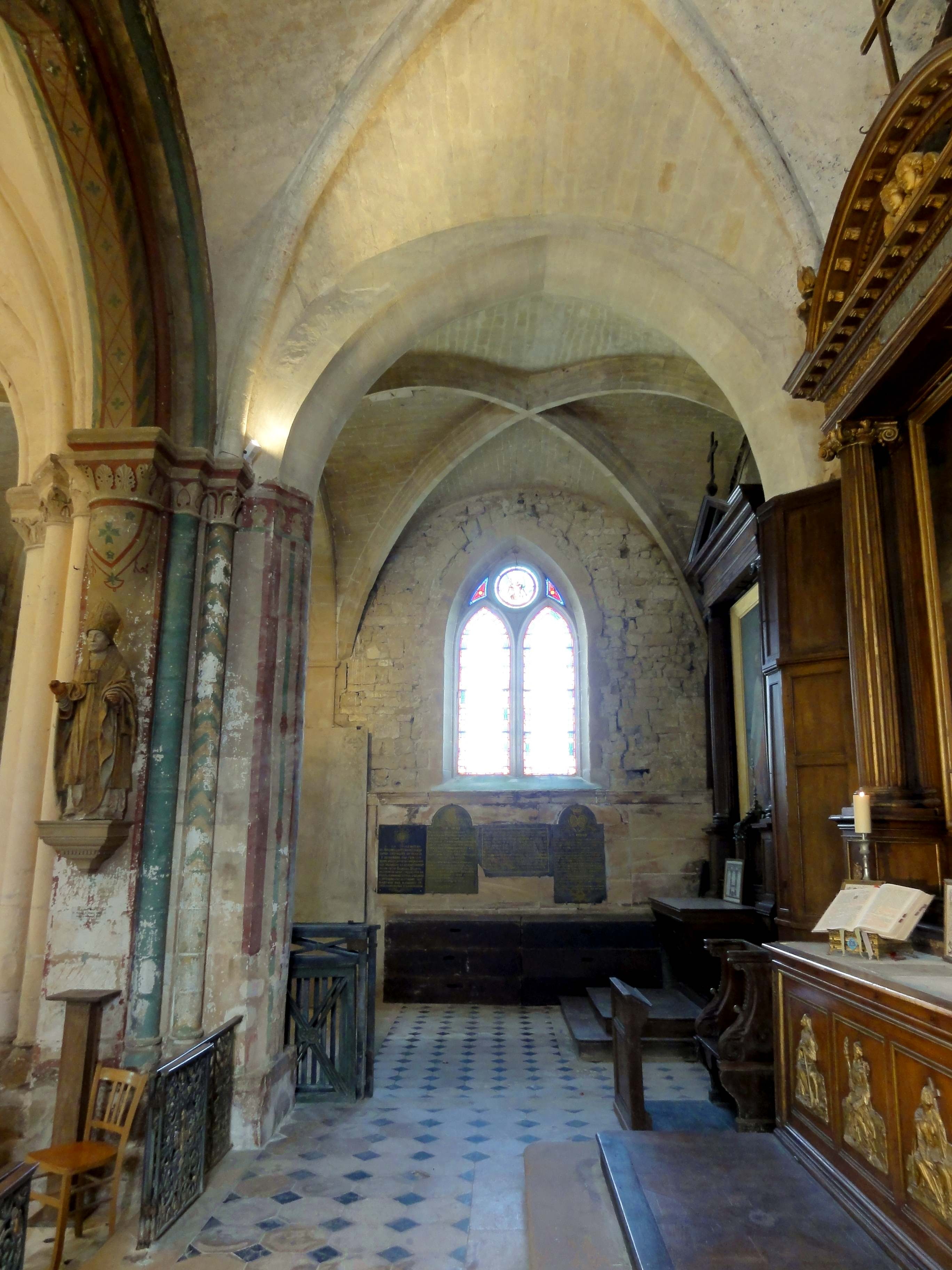
Chœur, vue vers le nord dans la chapelle latérale.
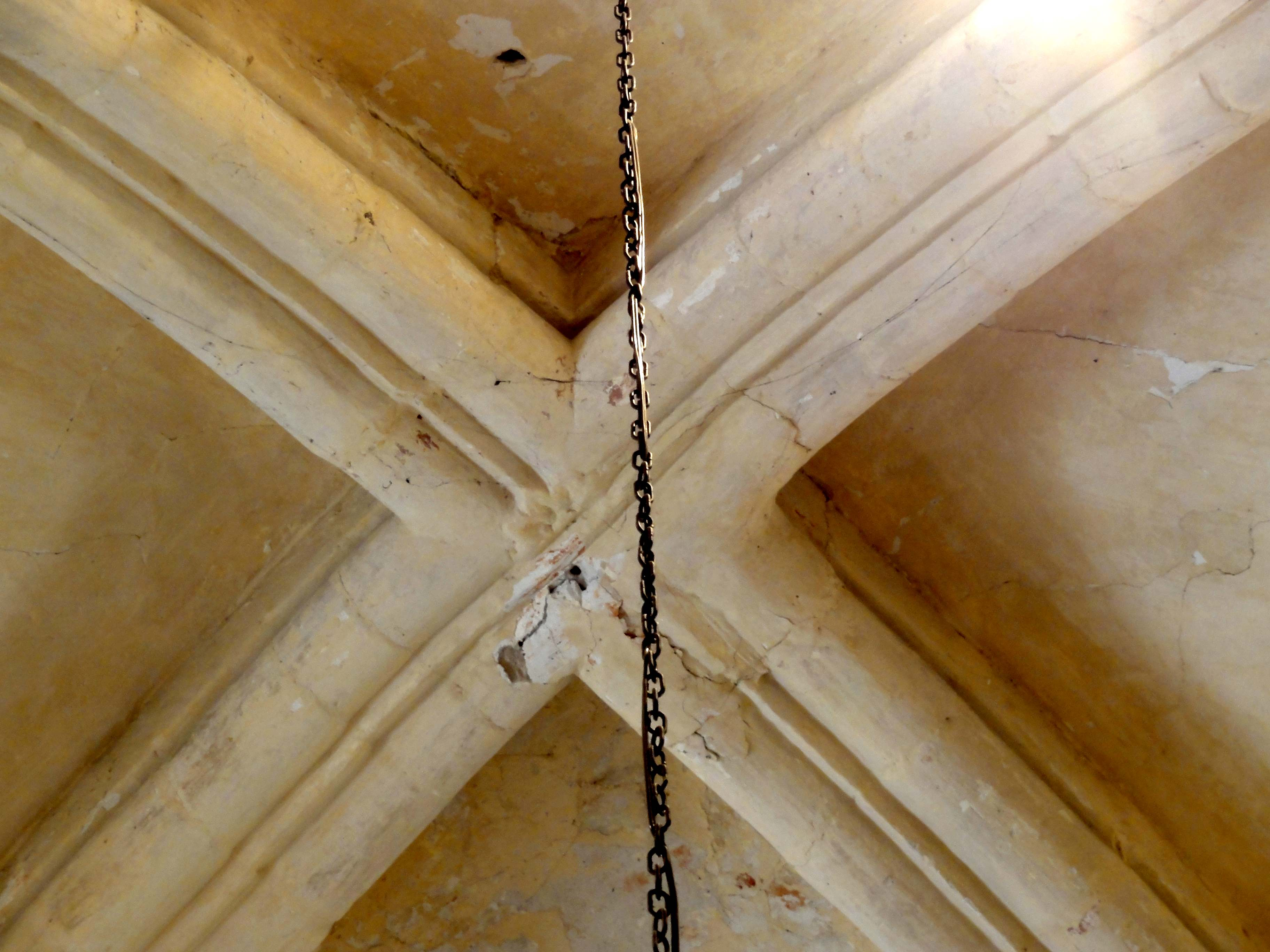
Base du clocher, clé de voûte.
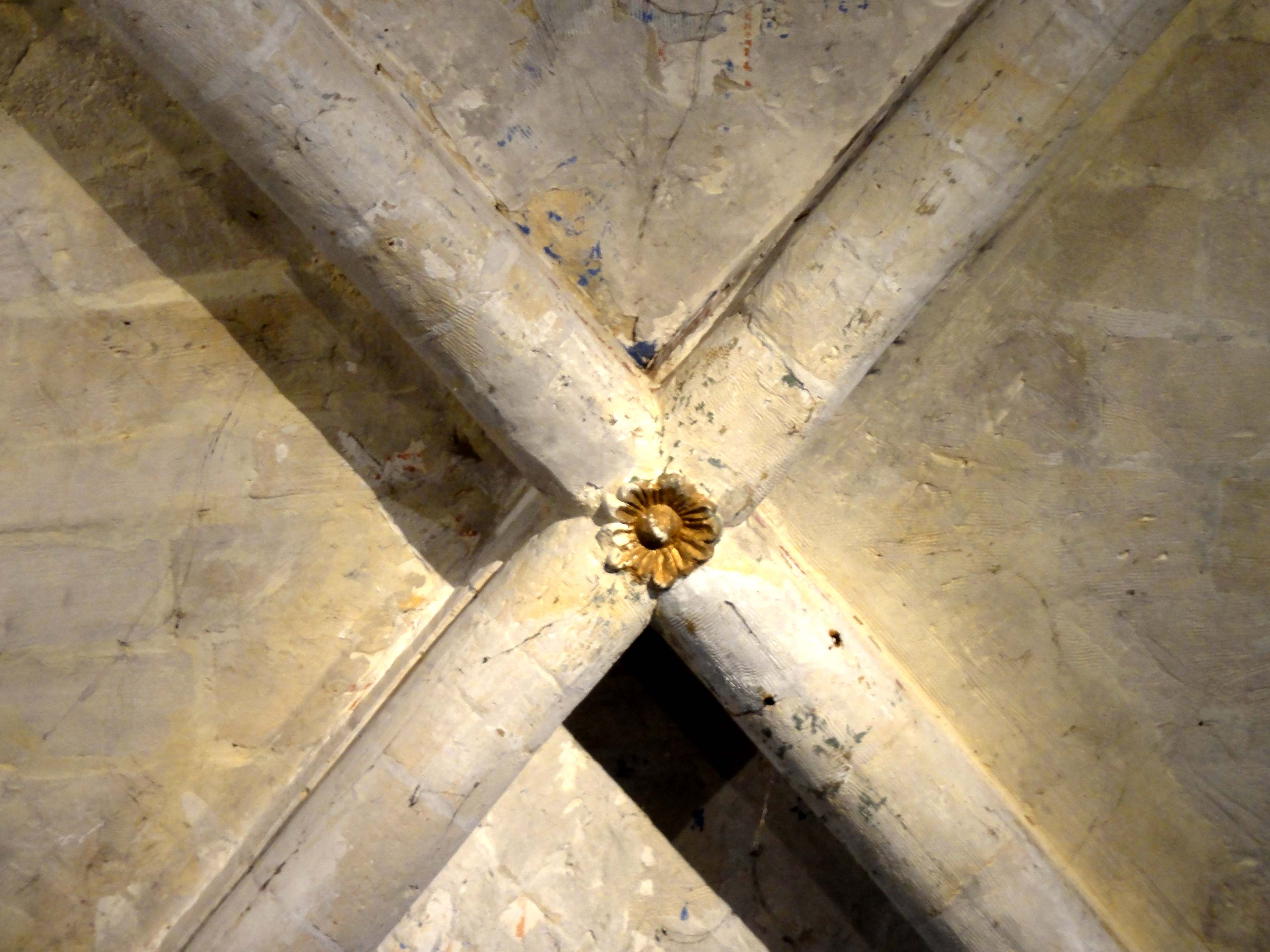
Chœur, clé de voûte.

#### Chapelles latérales du chœur

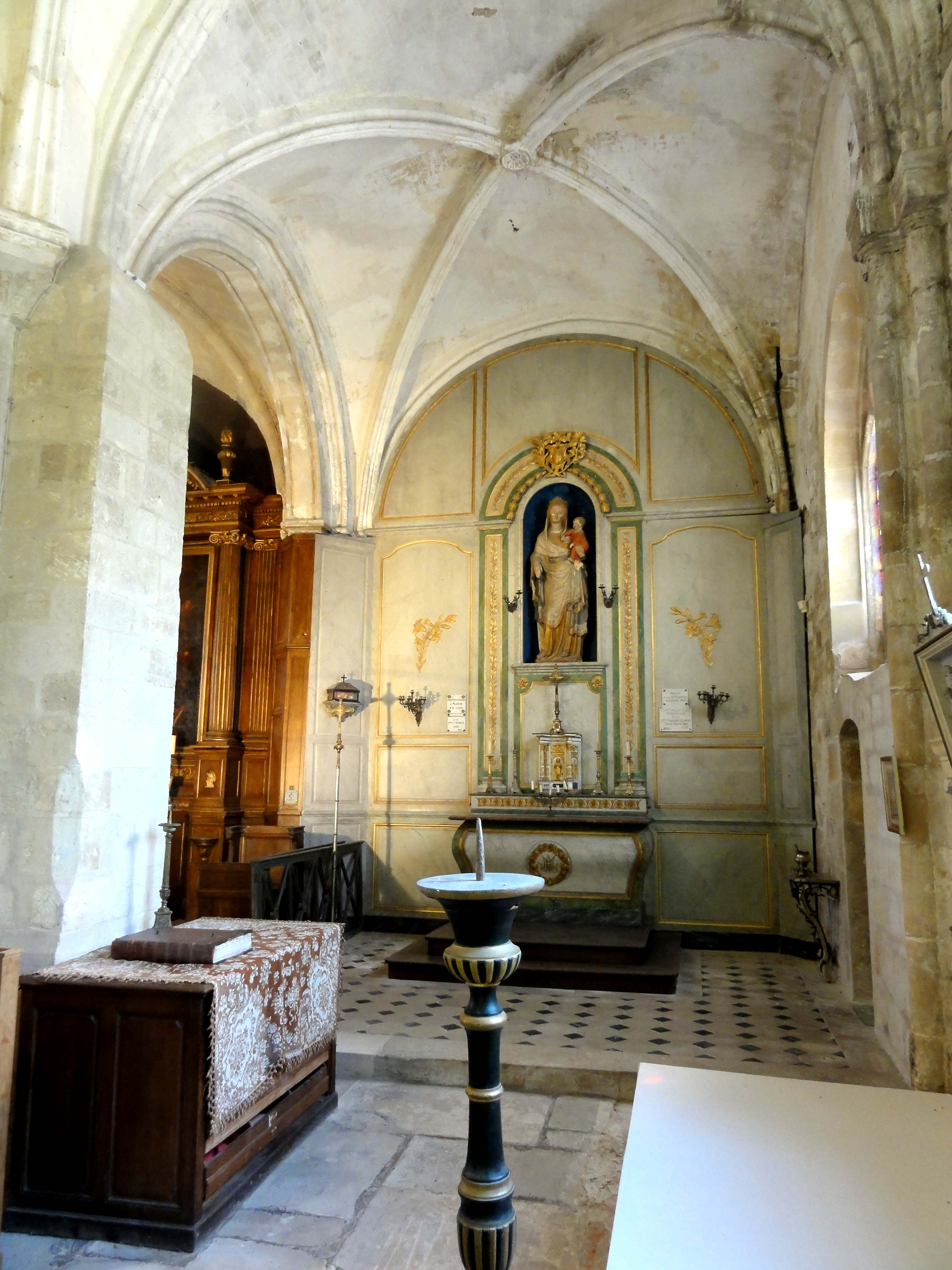
Chapelle latérale sud, vue vers l'est.

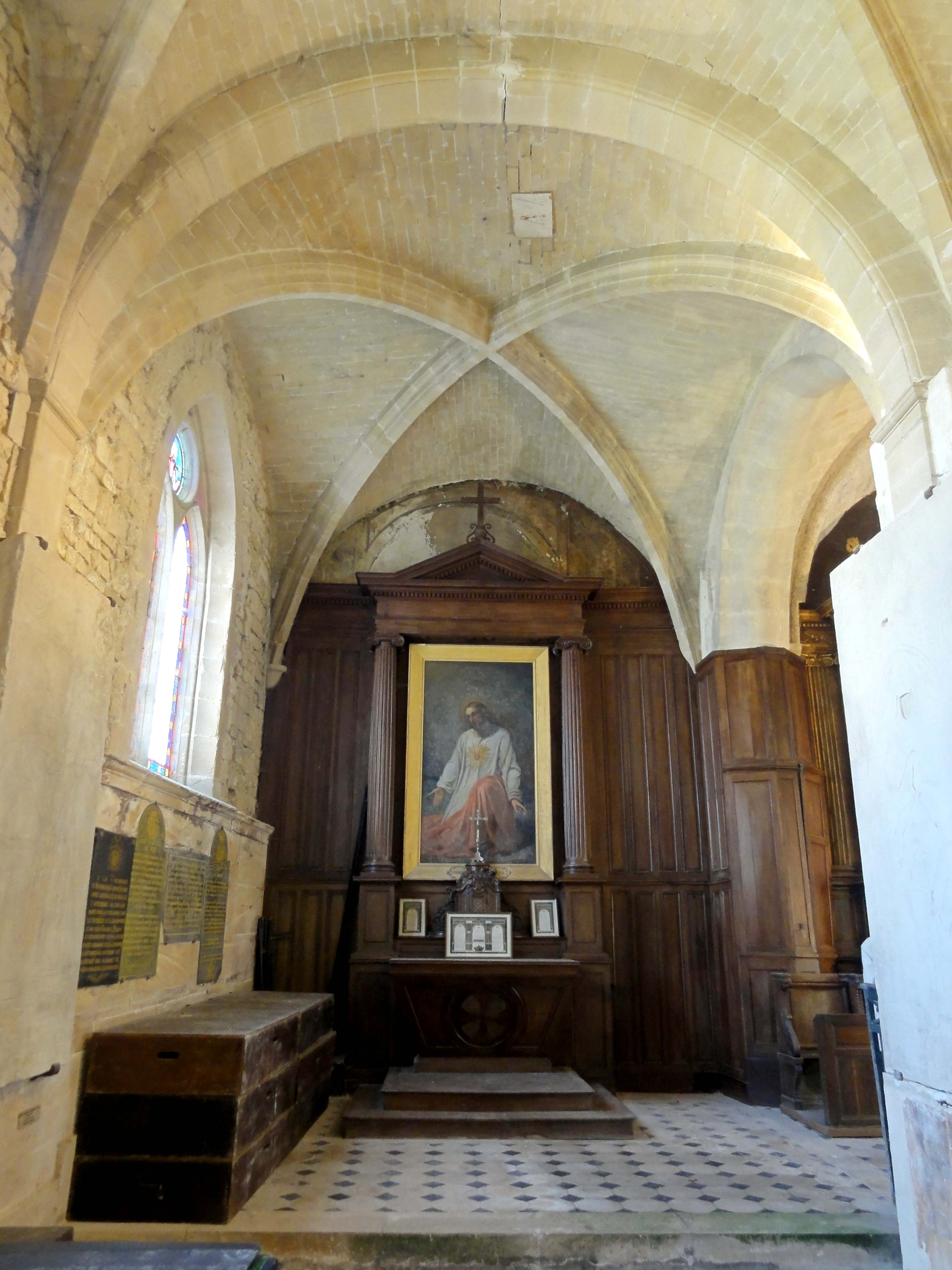
Chapelle latérale nord, vue vers l'est.

Les chapelles latérales englobent les croisillons du transept, qui y sont tout à fait assimilées sur le plan architectural. Elles répondent toutes les deux au même plan, et elles ont les mêmes fenêtres latérales en arc brisé, que Pierre Coquelle considère comme modernes. Leur remplage est constitué de deux lancettes surmontées d'un oculus entre deux écoinçons ajourés. Les meneaux, sans bases ni chapiteaux, affectent une modénature chanfreinée. Le style de ces fenêtres correspond à la période rayonnante tardive, soit à la fin du XIIIe ou au XIVe siècle, et sont donc stylistiquement antérieures à la baie flamboyante bouchée au chevet de la chapelle latérale nord, qui est à trois lancettes trilobées surmontées de trois soufflets et de deux étroites mouchettes. Les fenêtres latérales sont en même temps assez similaires de la baie bouchée au chevet de la chapelle latérale sud, où l'on retrouve les mêmes lancettes et la même modénature chanfreinée, la seule différence étant le quatre-feuilles à l'emplacement de l'oculus ordinaire. Les arcades faisant communiquer les chapelles avec la croisée du transept et le chœur ont déjà été décrites. Aux supports de ces arcades, se joignent ceux des voûtes, sauf dans la chapelle latérale nord, où les ogives sont reçues sur de petits culots purement fonctionnels. Dans la chapelle latérale sud, dont le chapiteau de crochets du doubleau vers le chœur a été signalé, deux fines colonnettes à chapiteaux sont logées dans l'angle nord-ouest, près de la pile sud-est du clocher. Leurs chapiteaux affichent la même sculpture. L'un est destinée au rouleau supérieur du doubleau (qui est à simple rouleau côté chœur), et l'autre à l'ogive. Dans les croisillons, les ogives retombent sur des culs-de-lampe également sculptés de crochets dans les angles près des piles du clocher. Contrairement au chœur, le voûtement des croisillons n'a donc pas été prévu dès la construction de la base du clocher.
La chapelle latérale sud possède deux voûtes d'ogives, dont le profil est semblable à celui de la base du clocher, à savoir une arête entre deux tores, mais il est plus fin et plus régulier. Les clés de voûte sont des disques sculptés de petites rosaces. Il y a des formerets au sud et à l'est. Ce sont de simples rangs de claveaux sans mouluration. Le doubleau qui sépare les deux travées adopte le même profil que les ogives. Du côté du mur méridional, son chapiteau et ceux des ogives ont été refaits à la période moderne. Les corbeilles sculptées ont été remplacées par de simples cubes, avec double astragale. Du côté de la pile sud-est du clocher, le doubleau retombe sur le ressaut d'un contrefort. La retombée des ogives s'effectue de part et d'autre du contrefort, à une certaine distance du doubleau, ce qui rend les voûtains irréguliers, et crée l'impression d'une section voûtée en berceau près du contrefort. À l'ouest de la chapelle, vers le bas-côté sud de la nef, l'arcade est surmontée d'un arc de décharge en plein cintre retombant également sur un contrefort du clocher. Il pourrait s'agir de l'arcade initiale vers le bas-côté, ou l'arcade prévue au moment de la construction du croisillon. L'arcade actuelle est plus basse, moulurée comme les nervures des voûtes de la nef, et retombe sur deux consoles de la même facture que celles de la nef. Sur la pile sud-ouest du clocher, subsistent les litres funéraires des Leprêtre et du président Chevalier, seigneur de Théméricourt au début du XVIIIe siècle. L'on y distingue, sur fond d'azur à la fasce d'or, deux glands et une molette d'épéron. Peu de remarques sont à faire à propos de la chapelle latérale nord. Les voûtes ont des ogives d'un profil de section carrée, agrémentée de filets sur les faces latérales, et placées devant un bandeau biseauté. À la clé de voûte, les ogives se croisent tout simplement. Le doubleau est analogue aux ogives, mais plus large, et retombe sur les tailloirs moulurés de deux pilastres nus,.

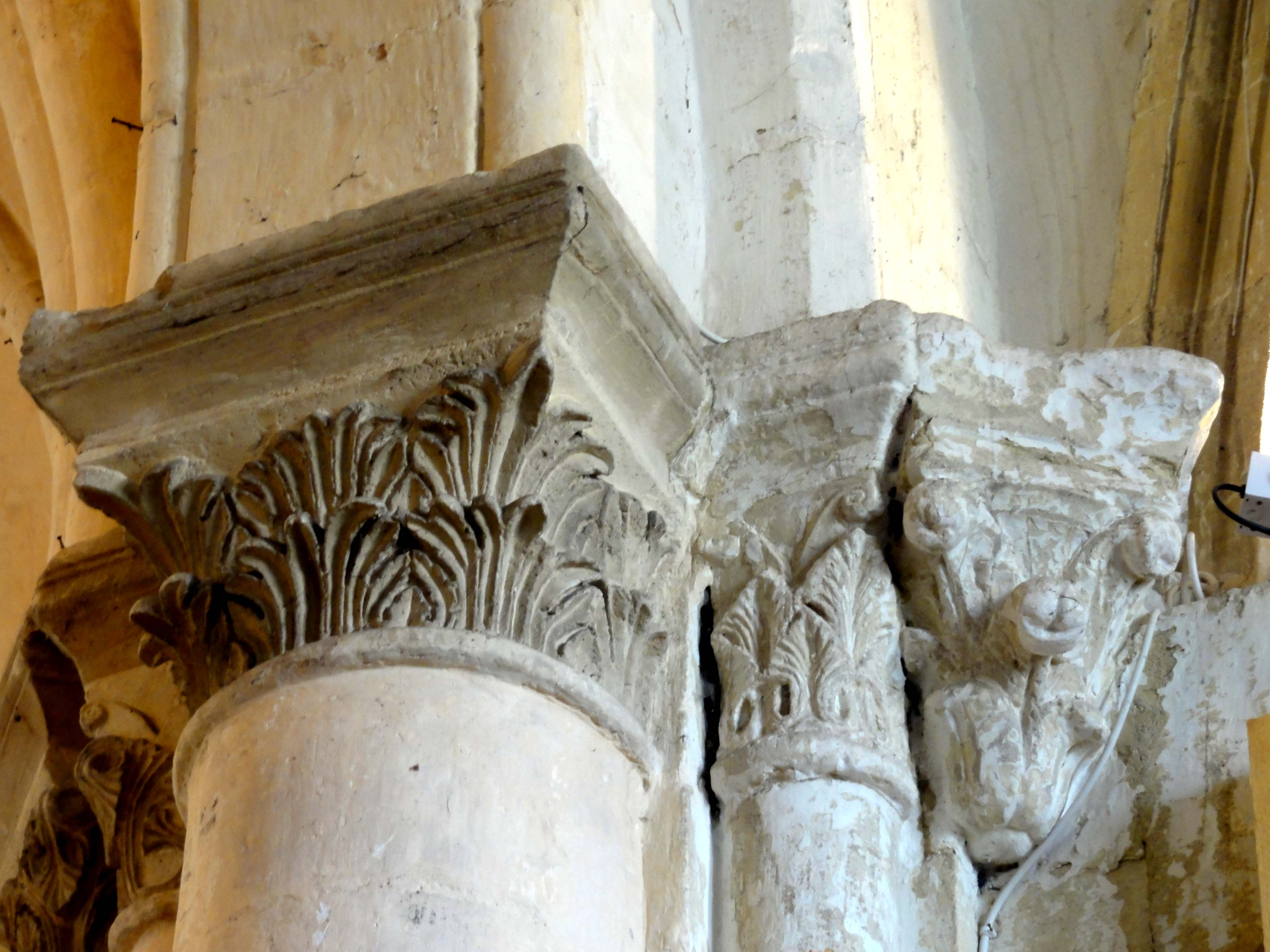
croisillon nord, chapiteaux dans l'angle sud-ouest.
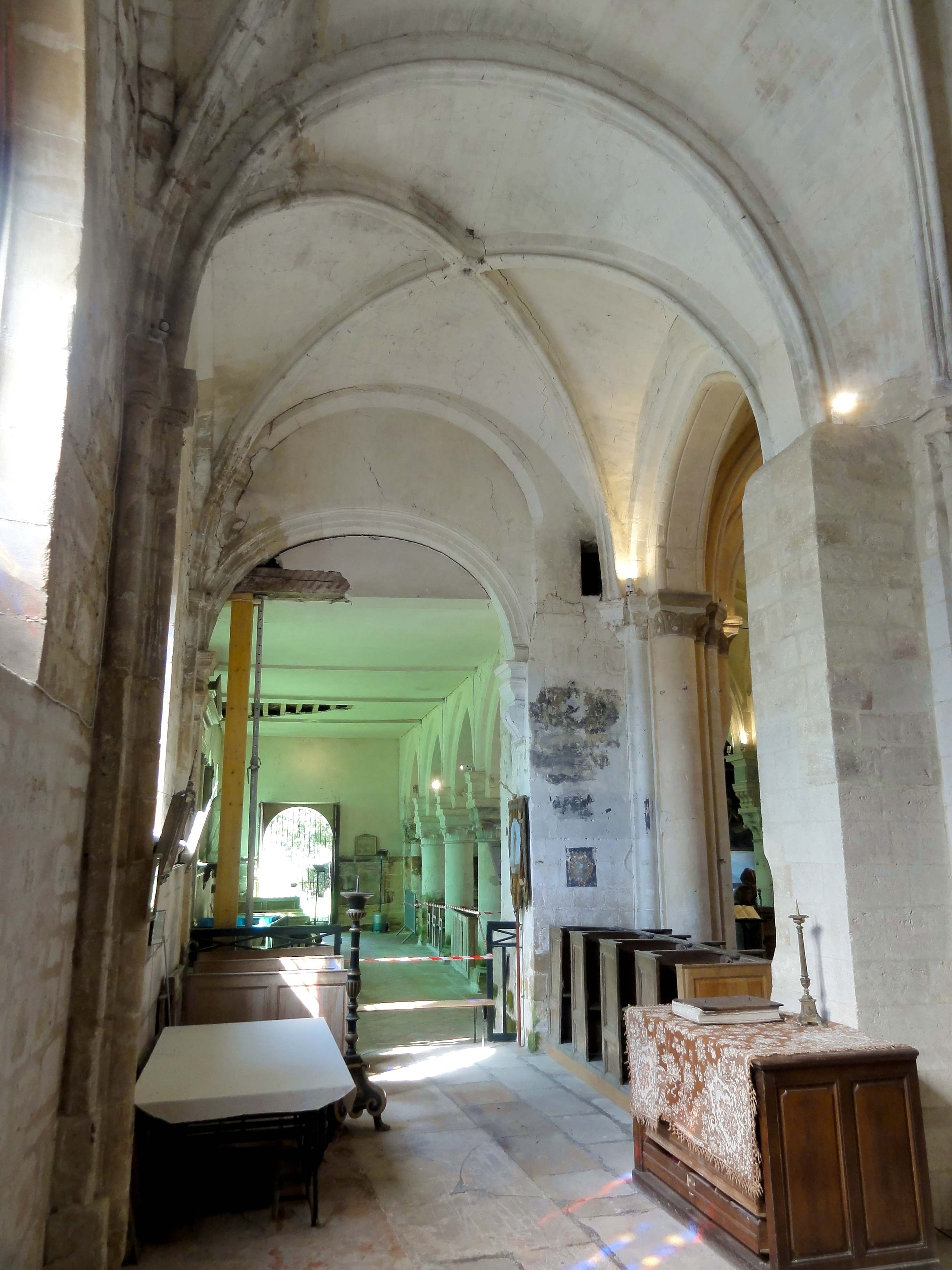
Chapelle latérale sud, vue vers l'est.
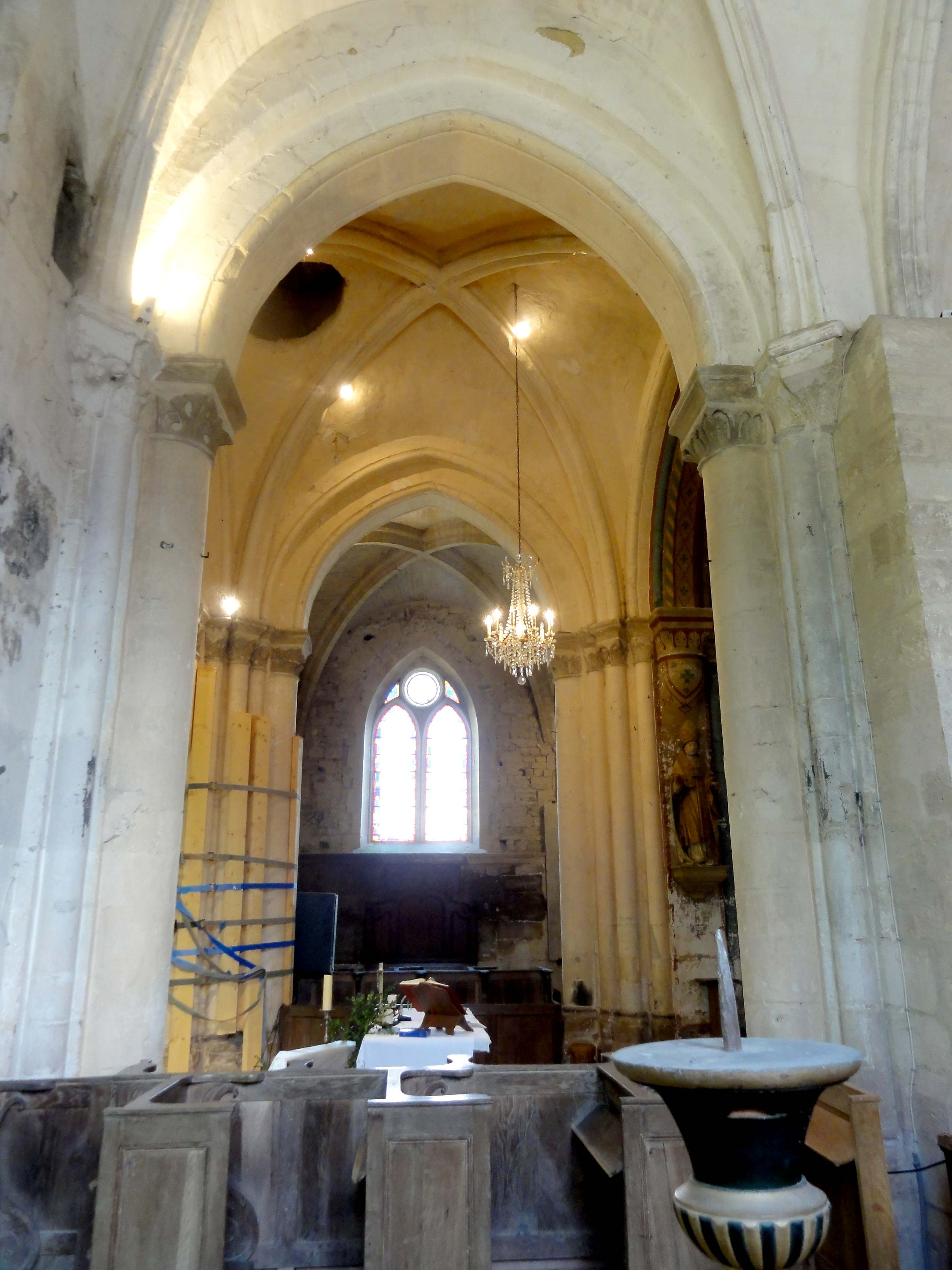
Croisillon sud, vue vers le nord dans la croisée.
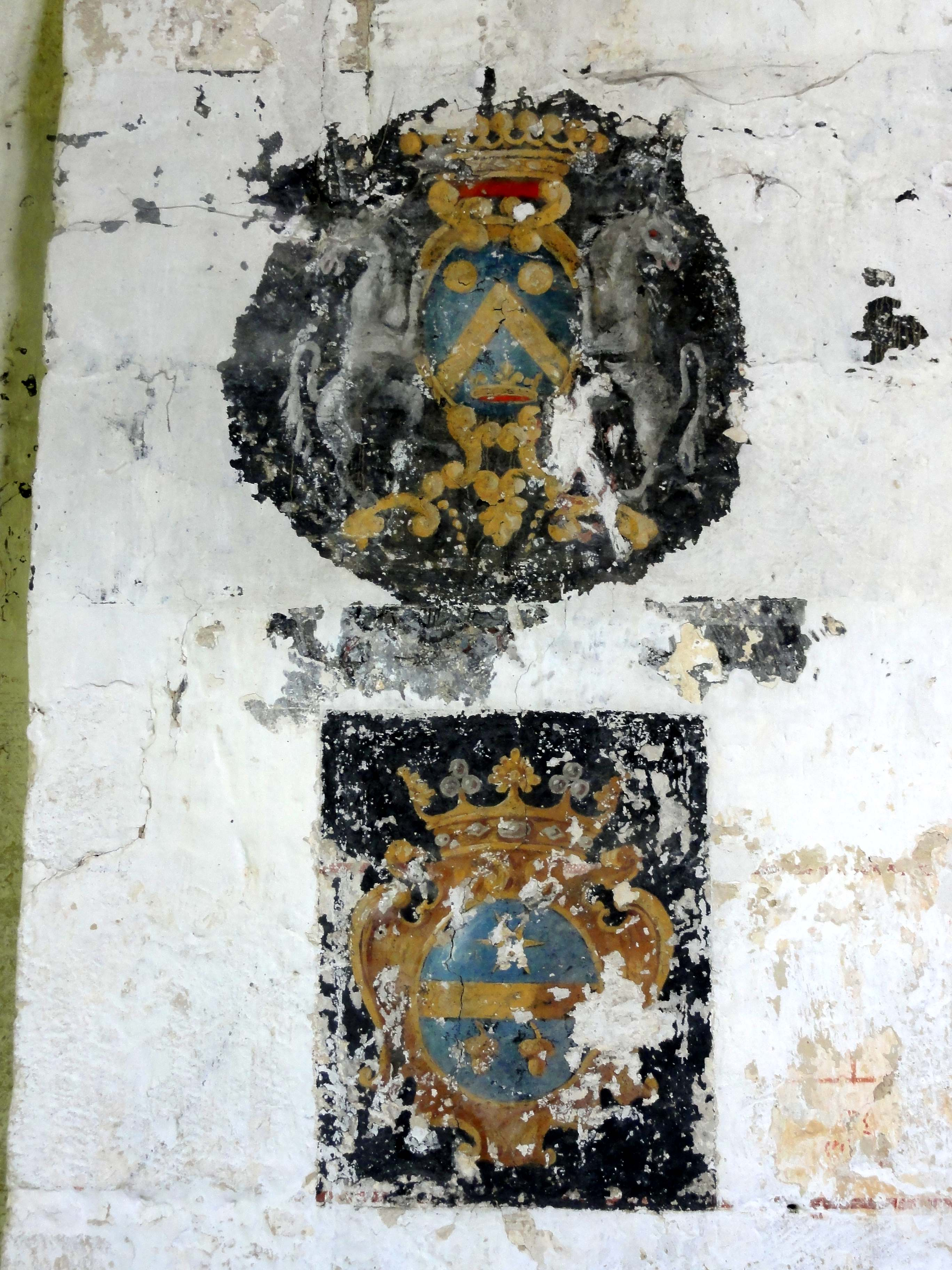
Litres funéraires sur la pile sud-ouest du clocher.
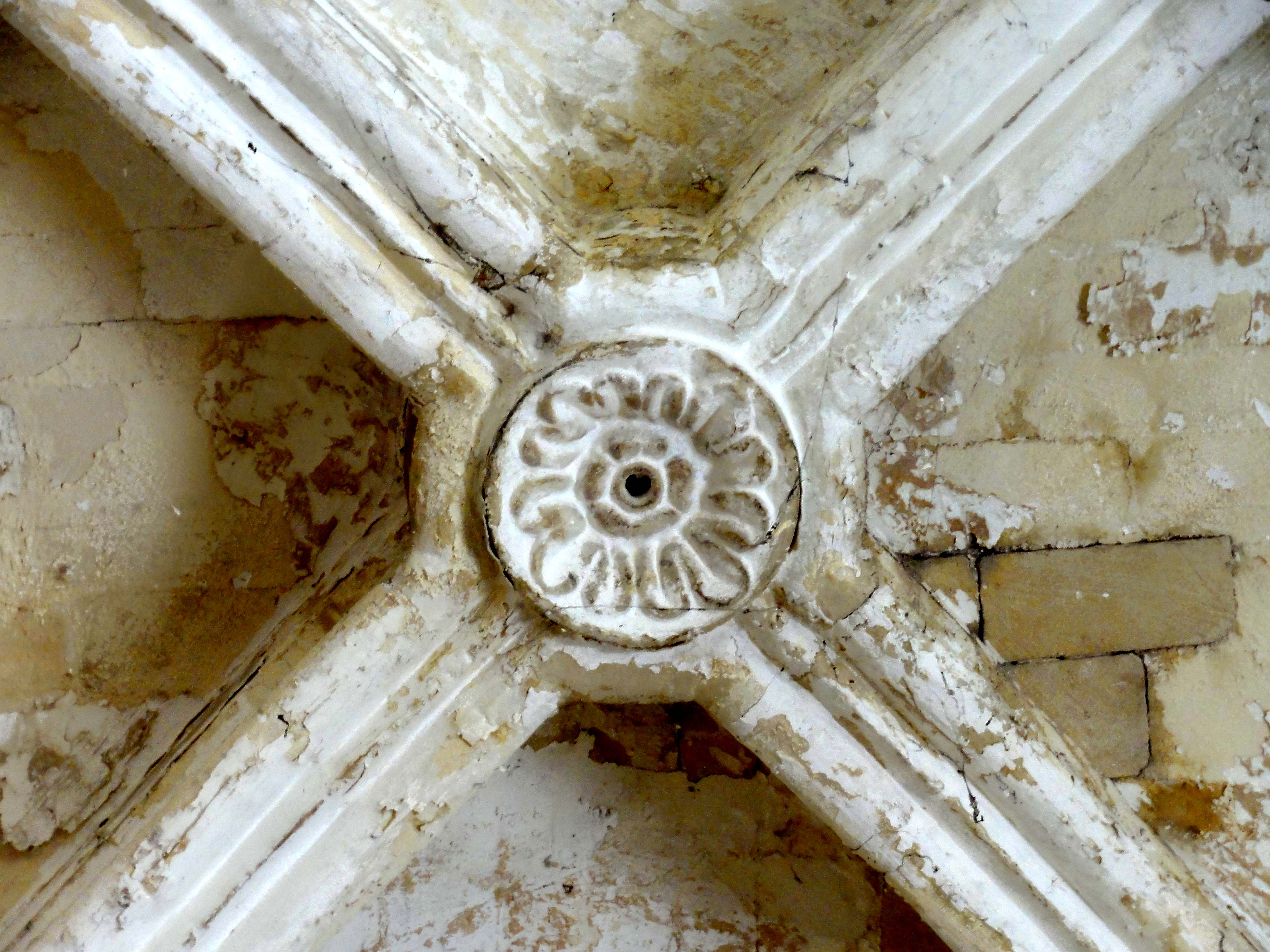
Chapelle latérale sud, clé de voûte.
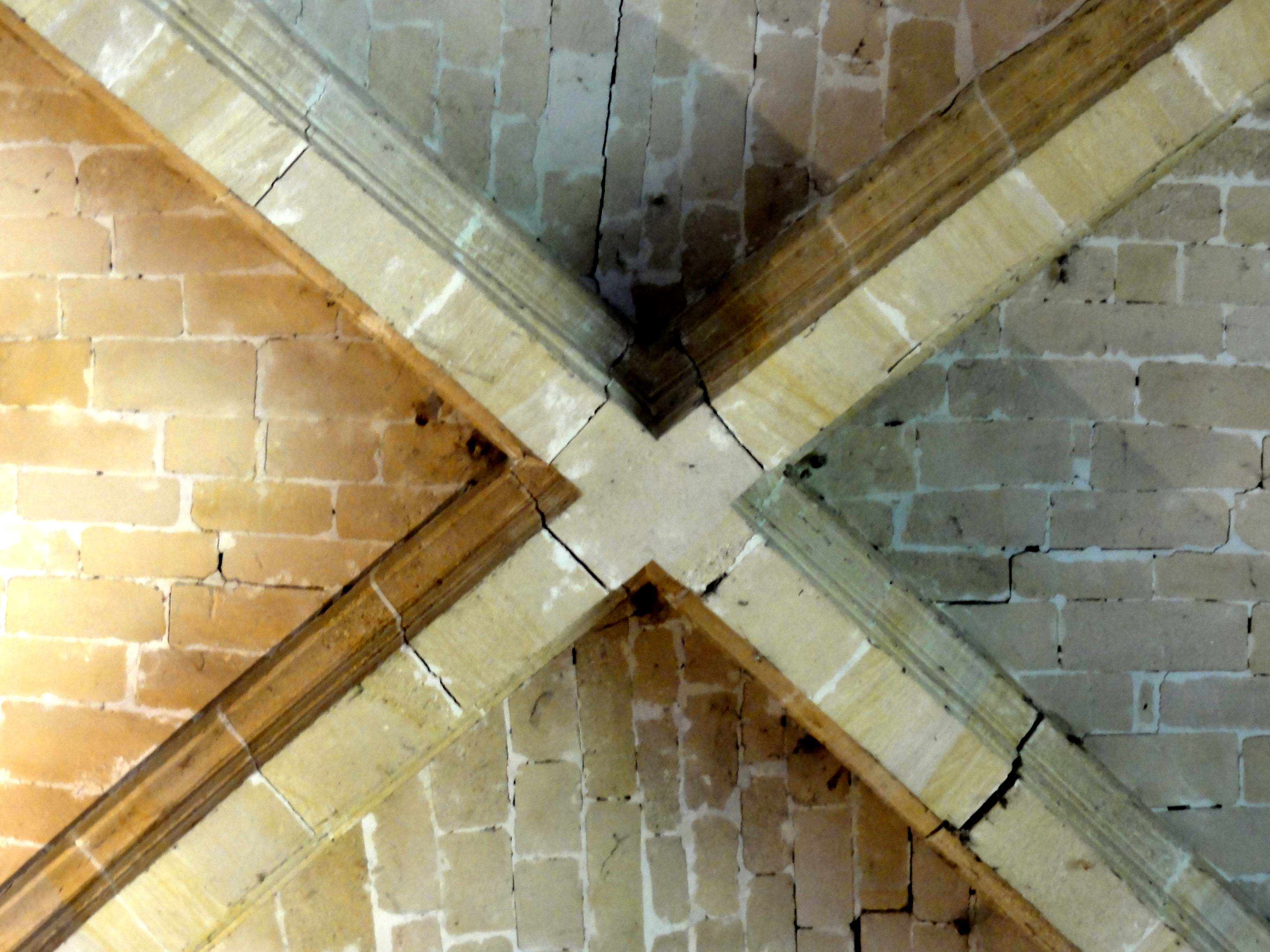
Chapelle latérale nord, clé de voûte.

### Extérieur

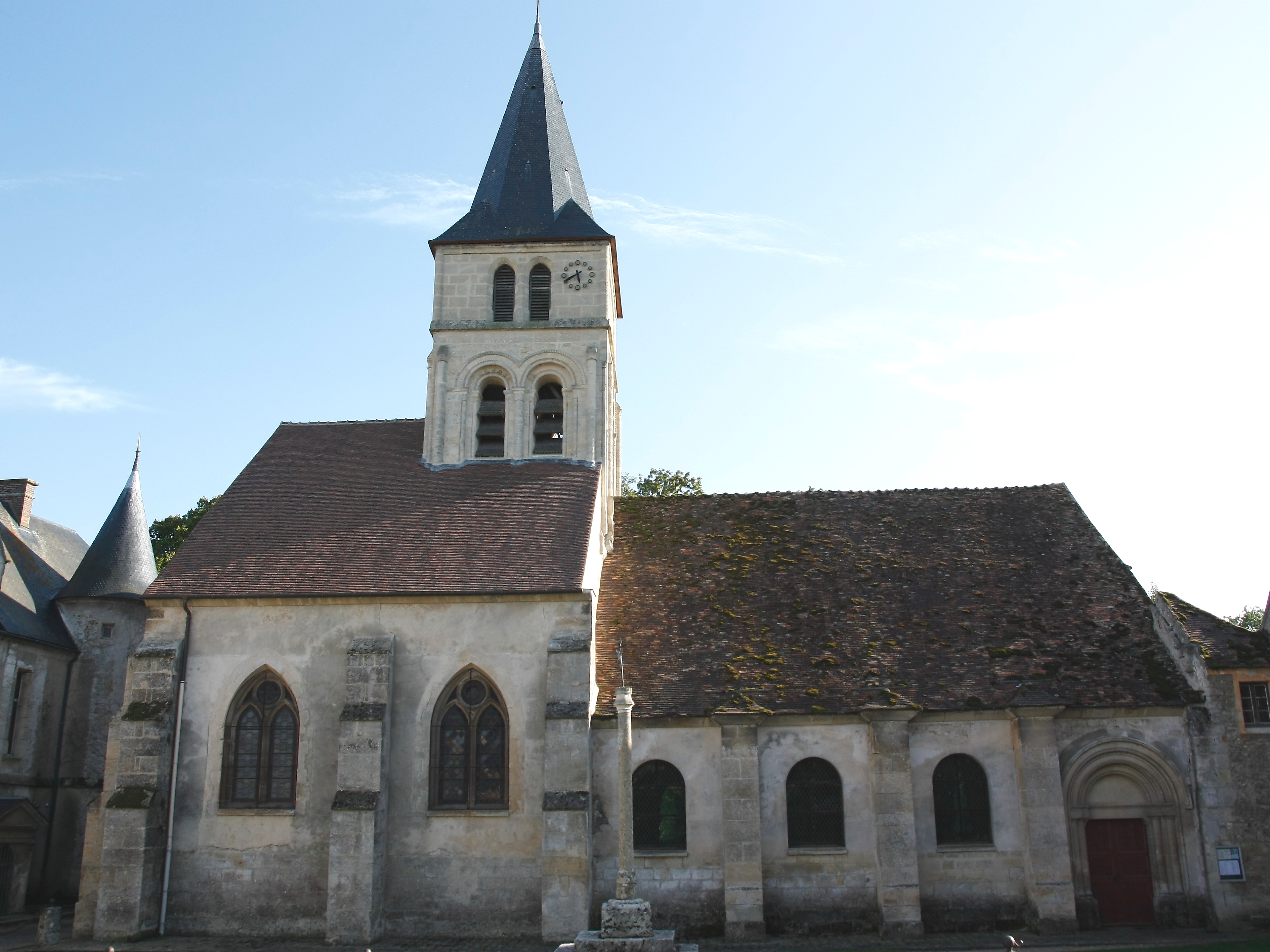
Vue depuis le nord.

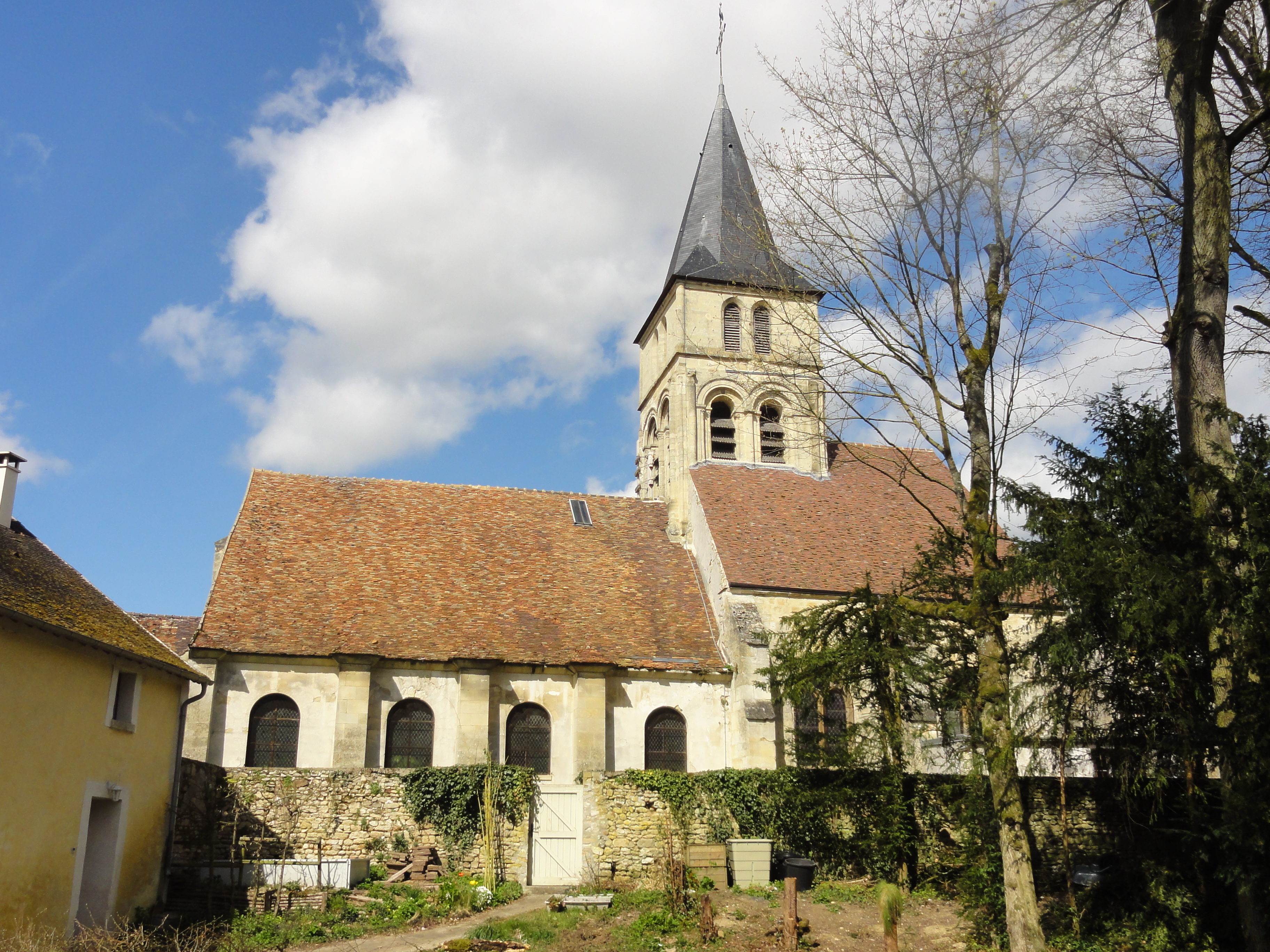
Vue depuis le sud.

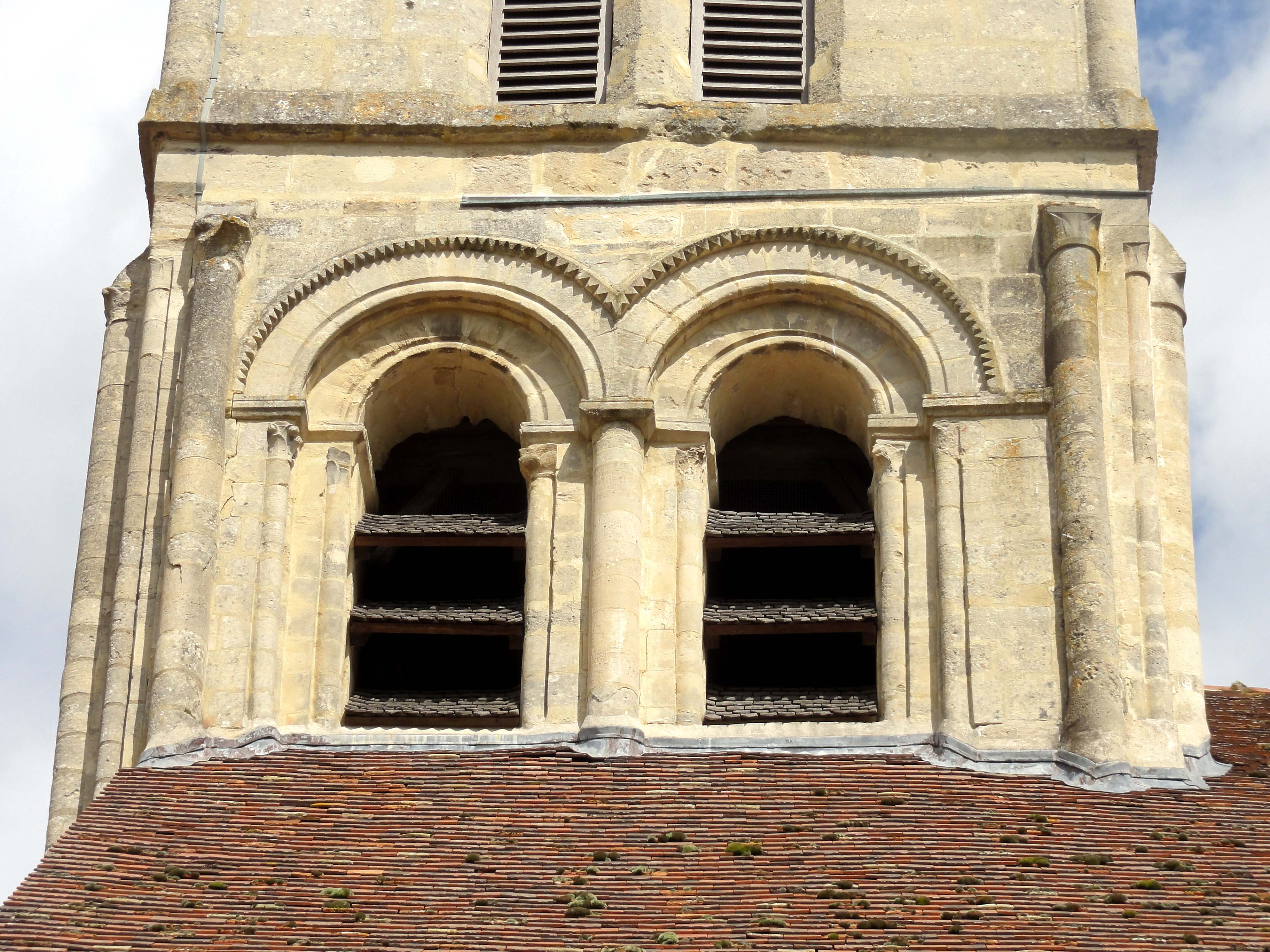
Clocher, 2e étage.

La façade occidentale et les élévations latérales des bas-côtés sont sans intérêt, et ne conservent aucun élément significatif antérieur au XIXe siècle. La façade est bâtie en moellons, tandis que les murs des bas-côtés sont en pierre de taille. Ils sont épaulés par des contreforts droits, qui sont couronnés par des chaperons couverts de tuiles plates, comme les toitures. Ces contreforts et les baies en plein cintre dénotent encore de l'influence de l'architecture néo-classique, tandis que le portail latéral nord peut être qualifié de néoroman. C'est une création sans ambition, avec un tympan nu, des chapiteaux seulement épannelés et une modénature pas en tous points fidèle aux modèles du XIIe siècle, notamment en ce qui concerne le boudin qui encadre le portail, et le profil du bandeau qui surmonte la double archivolte. À droite du portail, un bâtiment annexe de l'ancien prieuré domine légèrement le bas-côté, et montre l'arrachement du toit en bâtière que le bas-côté possédait jusqu'à une époque indéterminée.
Les élévations latérales des chapelles du chœur ne présentent aucune différence entre les croisillons et les chapelles flanquant la dernière travée du chœur, qui ne devaient pas figurer dans le projet initial du troisième quart du XIIe siècle. L'appareil est en pierre de taille. Le problème de datation des fenêtres à deux lancettes surmontées d'un ocolus a déjà été évoqué. Les contreforts sont fortement saillants. Ils se retraitent deux fois par des glacis formant larmier, et s'amortissent par un glacis analogue. Ce sont des contreforts à ressauts caractéristiques de la première période gothique, qui peuvent bien correspondre à la campagne de construction des croisillons et de la chapelle au sud du sanctuaire. Pierre Coquelle n'a pas tenu compte de ces contreforts dans son étude. L'on serait amené à penser que la chapelle au nord du sanctuaire aurait été édifiée en même temps que son homologue au sud, bien qu'aucun autre élément ne permet de le confirmer. Quant au chevet, également en pierre de taille, il est assez intéressant pour les renseignements sur l'évolution de l'église qu'il fournit. En effet, l'ancien pignon du vaisseau central se lit toujours dans l'appareil, et indique l'existence ancienne d'une toiture beaucoup plus basse, qui laissait libre la vue sur le clocher. De même, le pignon du toit en bâtière de la chapelle latérale nord reste également identifiable. Les trois fenêtres, toutes bouchées, ont déjà été décrites. Celle de la chapelle latérale nord est de la fin du XVe siècle ; les autres sont du XIIIe siècle. Les deux contreforts qui cantonnent le chevet du vaisseau central sont beaucoup plus plats que ceux des élévations latérales, et scandés par quatre glacis formant larmier. Le relief moins important est conforme à la période de construction de la base du clocher, et il paraît donc que le chœur fut prévu dès le départ. Le contrefort à l'angle de la chapelle latérale sud est d'un type analogue, alors que celui à l'angle de la chapelle latérale nord appartient au même type que les contreforts des élévations latérales.
Le clocher compte trois étages, ce qui n'est pas visible extérieurement, puisque le premier étage est entièrement caché par les combles. L'existence de cet étage a apparemment échappé à Pierre Coquelle. C'est donc le deuxième étage qu'il qualifie de premier étage. Il est délimité inférieurement par une étroite corniche soutenue par des mascarons, dont un exemplaire se trouve aujourd'hui engagé dans la façade de l'ancien prieuré. Chaque face du deuxième étage est ajourée de deux hautes et étroites baies géminées, qui sont en plein cintre, et s'ouvrent sous une double archivolte surmontée d'un rang de têtes de clous. Chaque rang de claveaux est mouluré d'un petit boudin à l'arête, et retombe sur les tailloirs de deux chapiteaux de feuillages, qui sont supportés par des colonnettes appareillées. Sur le trumeau, les deux archivoltes supérieures se partagent une même colonnette, qui est de plus fort diamètre que les autres, et dépourvue de chapiteau. Trois colonnettes à chapiteaux occupent chacun des angles, dont deux tiennent lieu de contreforts. L'on relève ainsi un total de trente colonnettes. Les bases des colonnettes d'angle prennent appui sur des glacis. La corniche est mutilée, et dépourvue à présent de toute ornementation. Suit un troisième étage, qui est nettement moins élevé que le précédent, et sans style réel. Les deux baies gémelées en arc brisé par face sont simplement entourées d'un biseau, et une colonnette unique sans chapiteau flanque chaque angle. La corniche est composée de plusieurs moulures. D'après Pierre Coquelle, le troisième étage se substitue à une pyramide en pierre, mais l'auteur ne dit pas pourquoi le clocher n'aurait pas été en bâtière, ce qui est une autre possibilité à envisager.

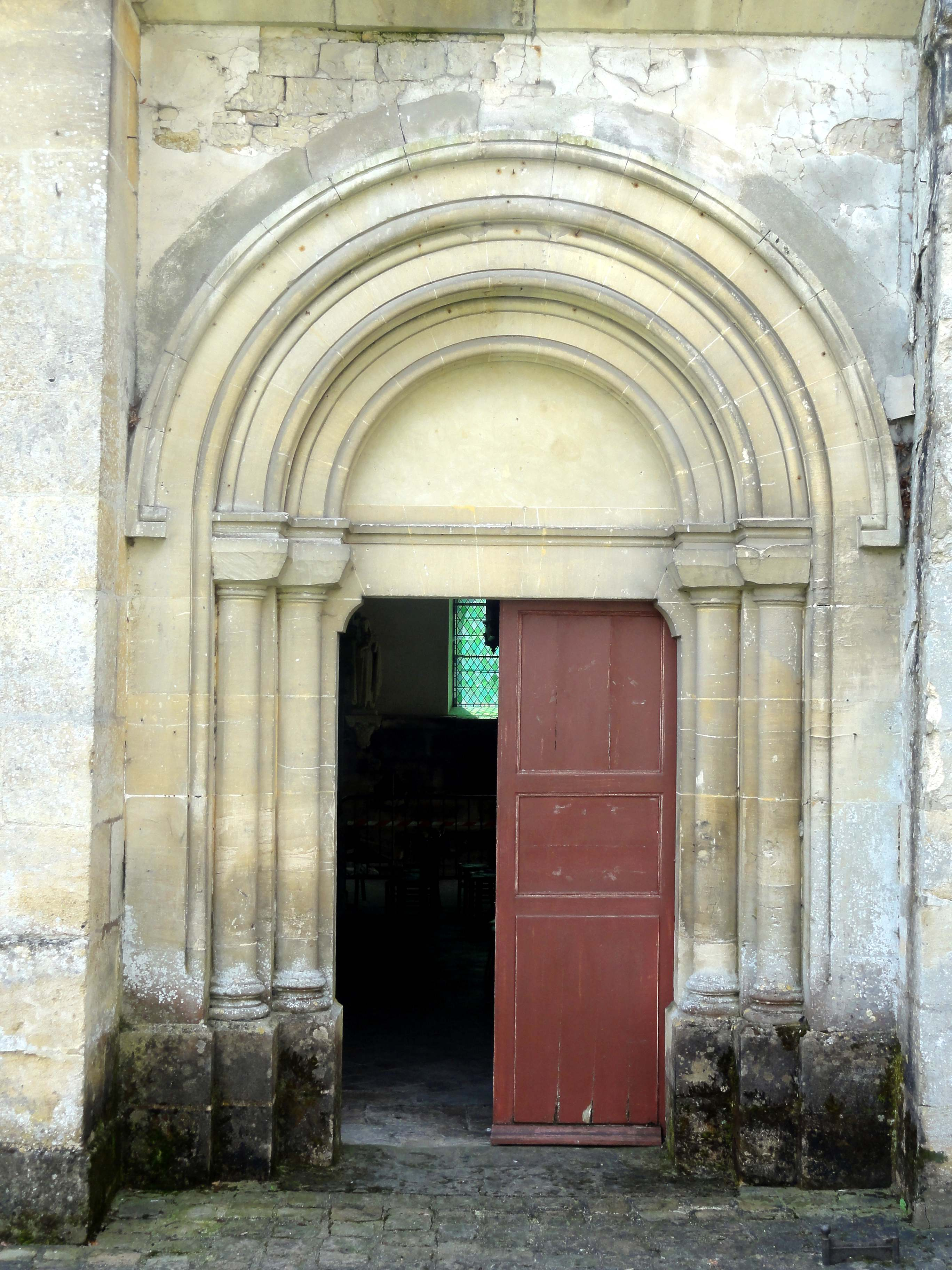
Portail latéral nord.
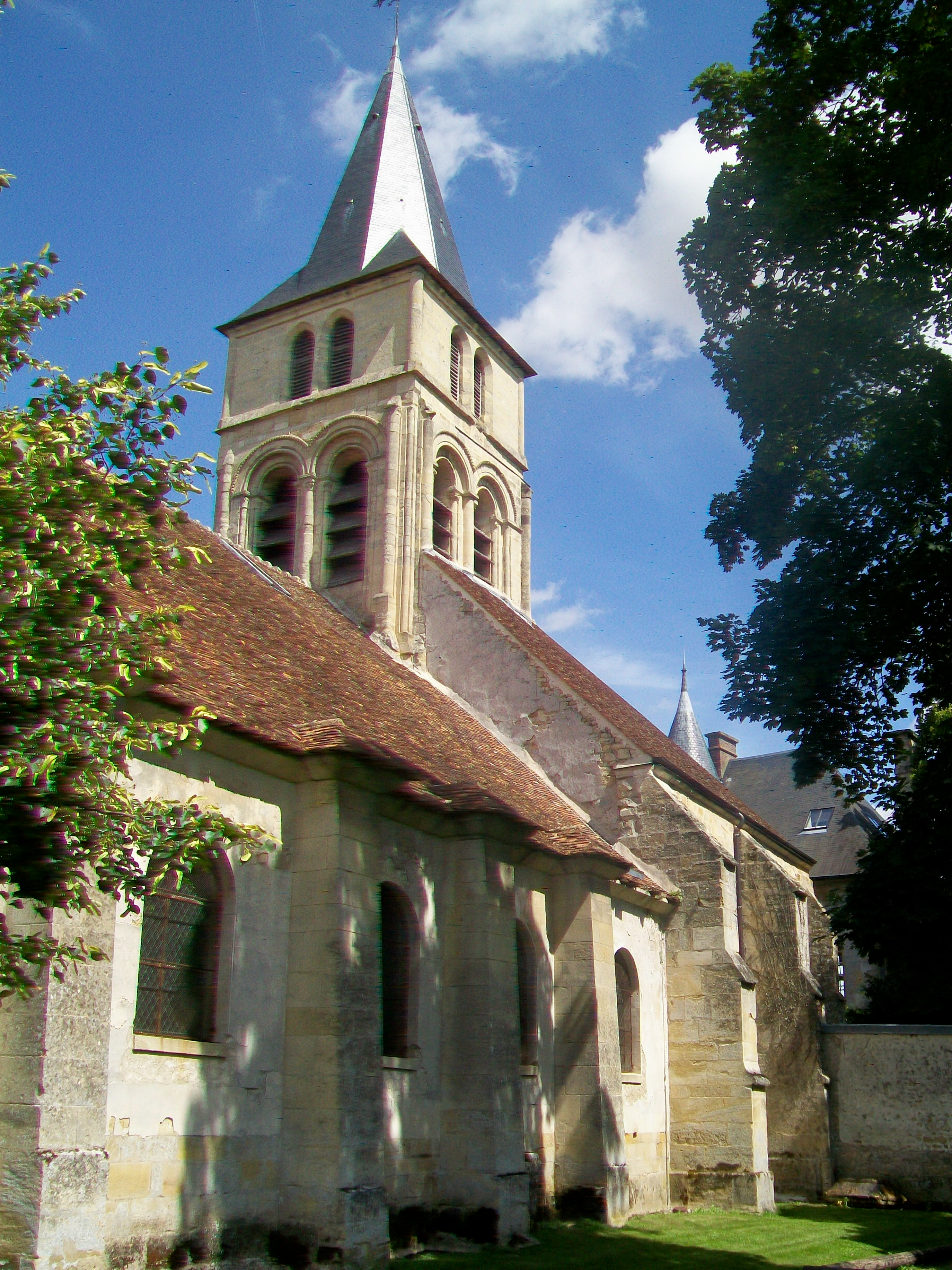
Vue depuis le sud-ouest.
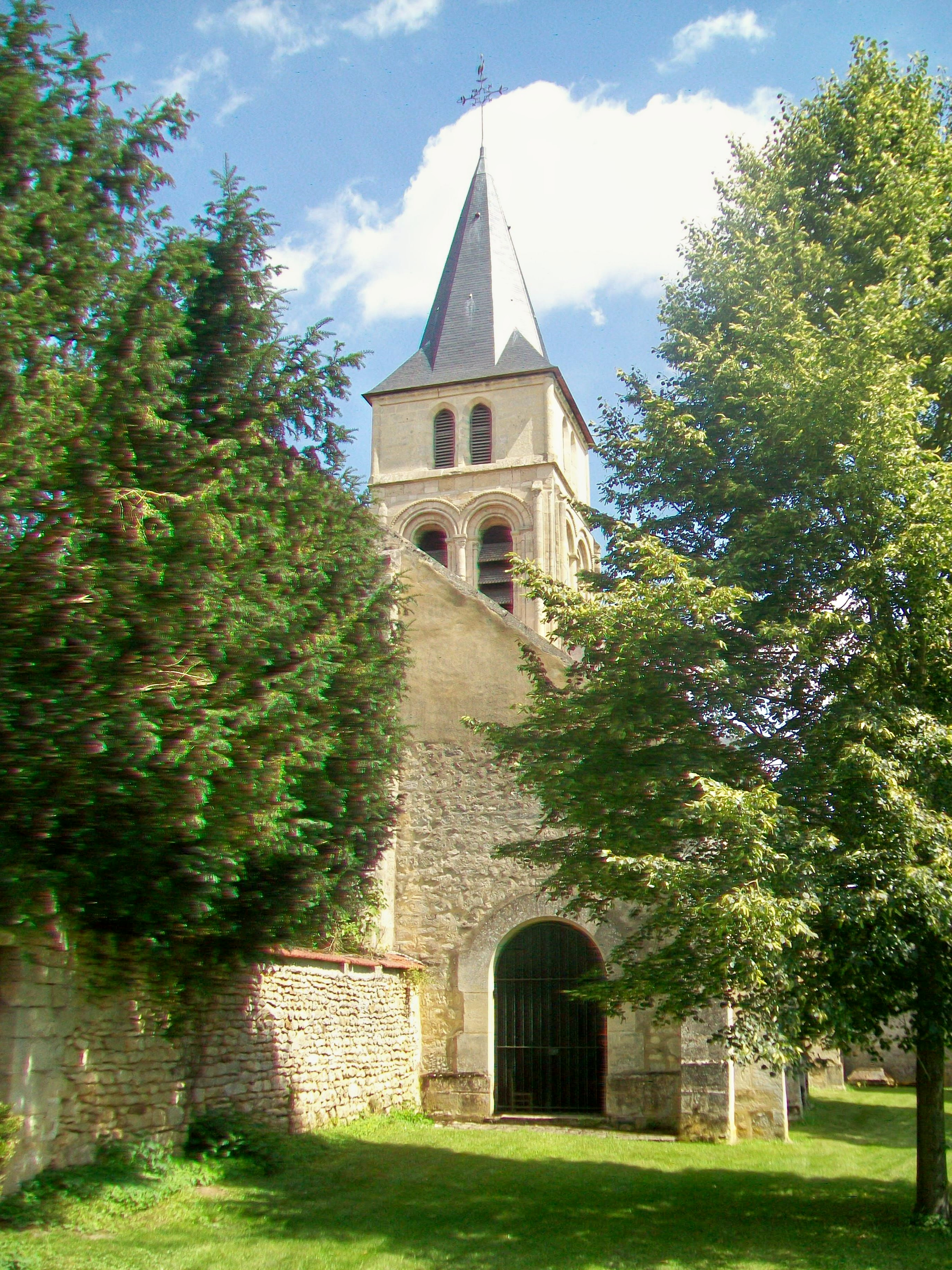
Vue depuis l'ouest.
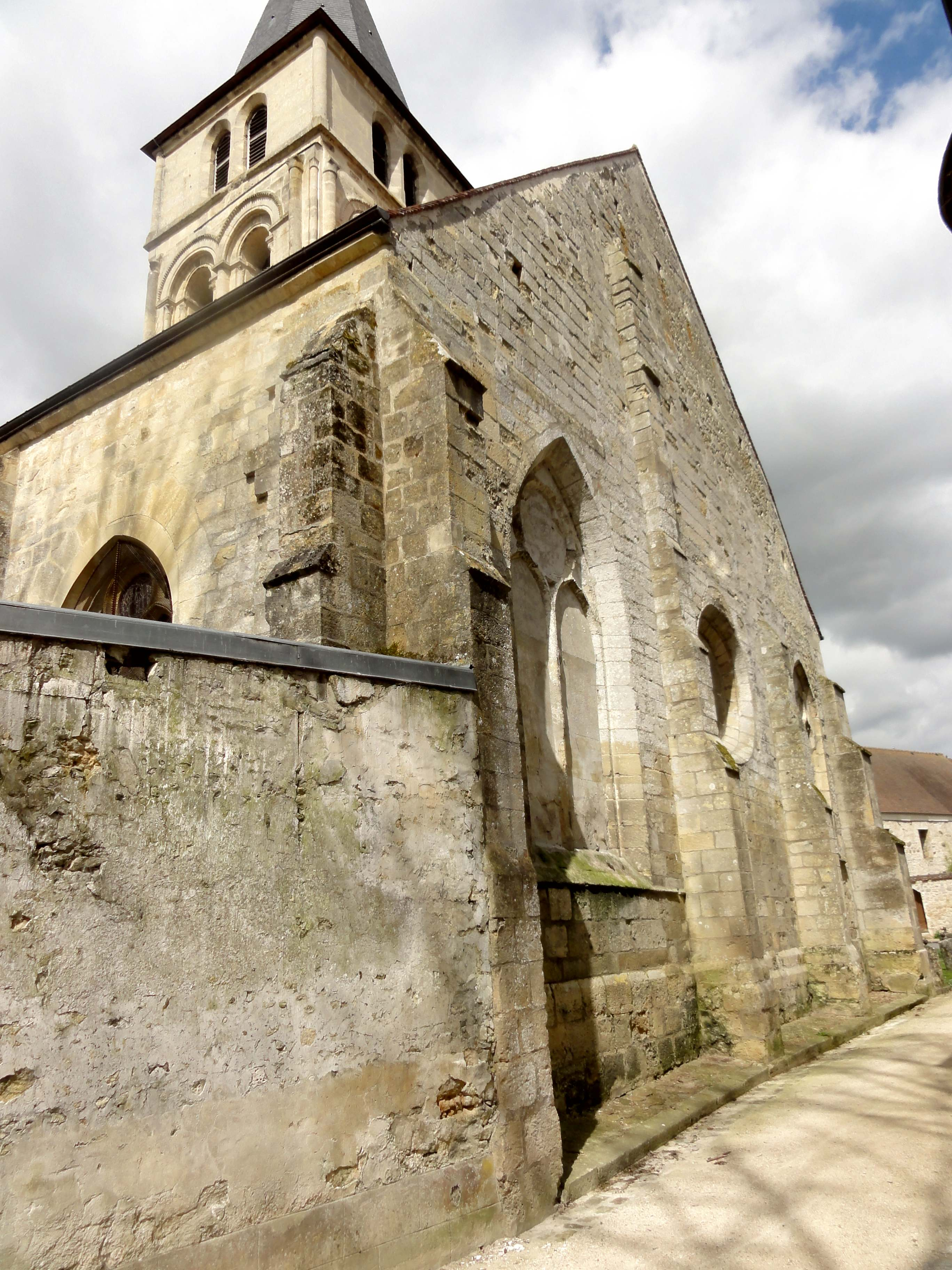
Chevet.
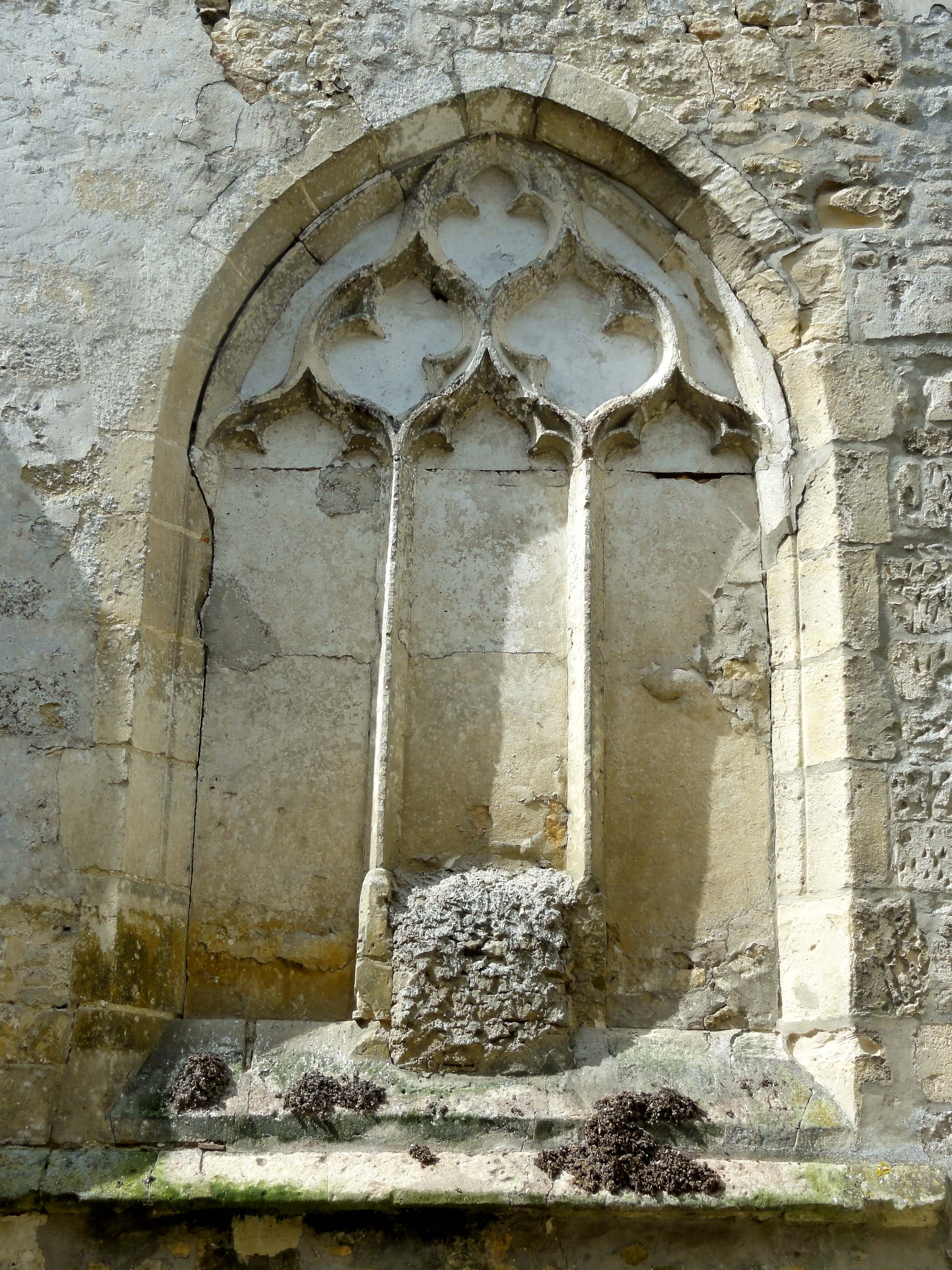
Fenêtre flamboyante.
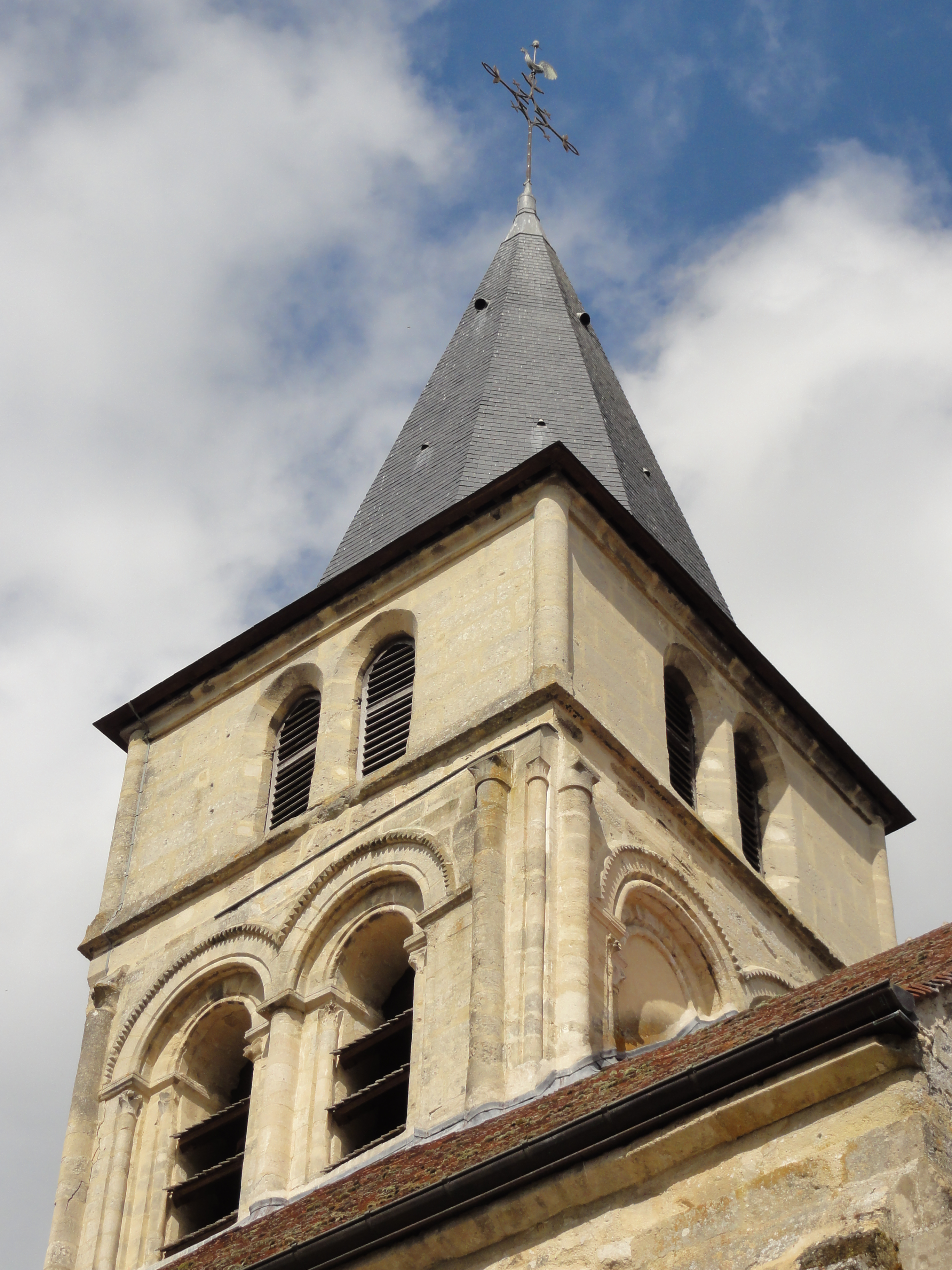
Clocher.

## Mobilier

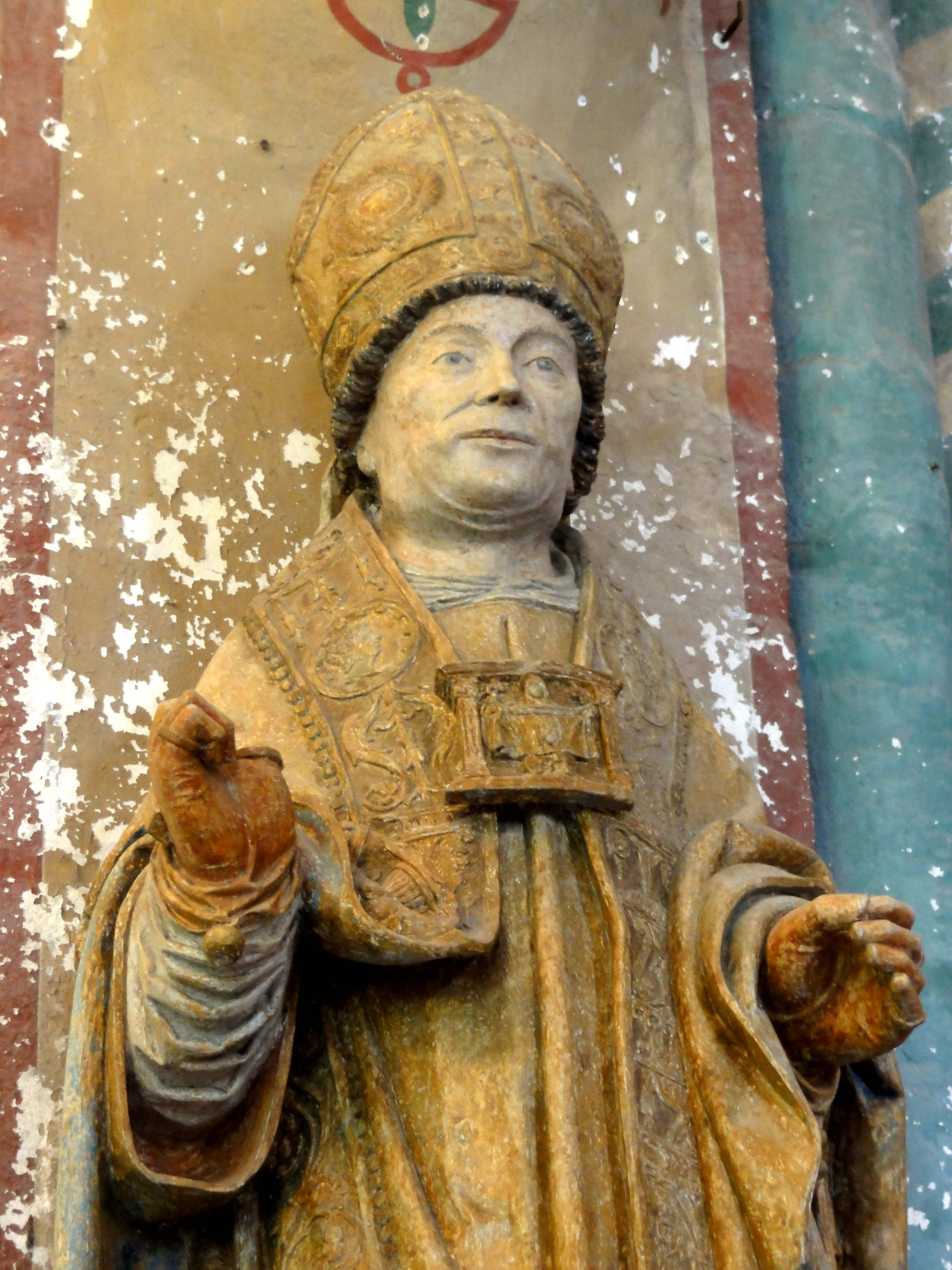
Statue de saint Lô (détail).

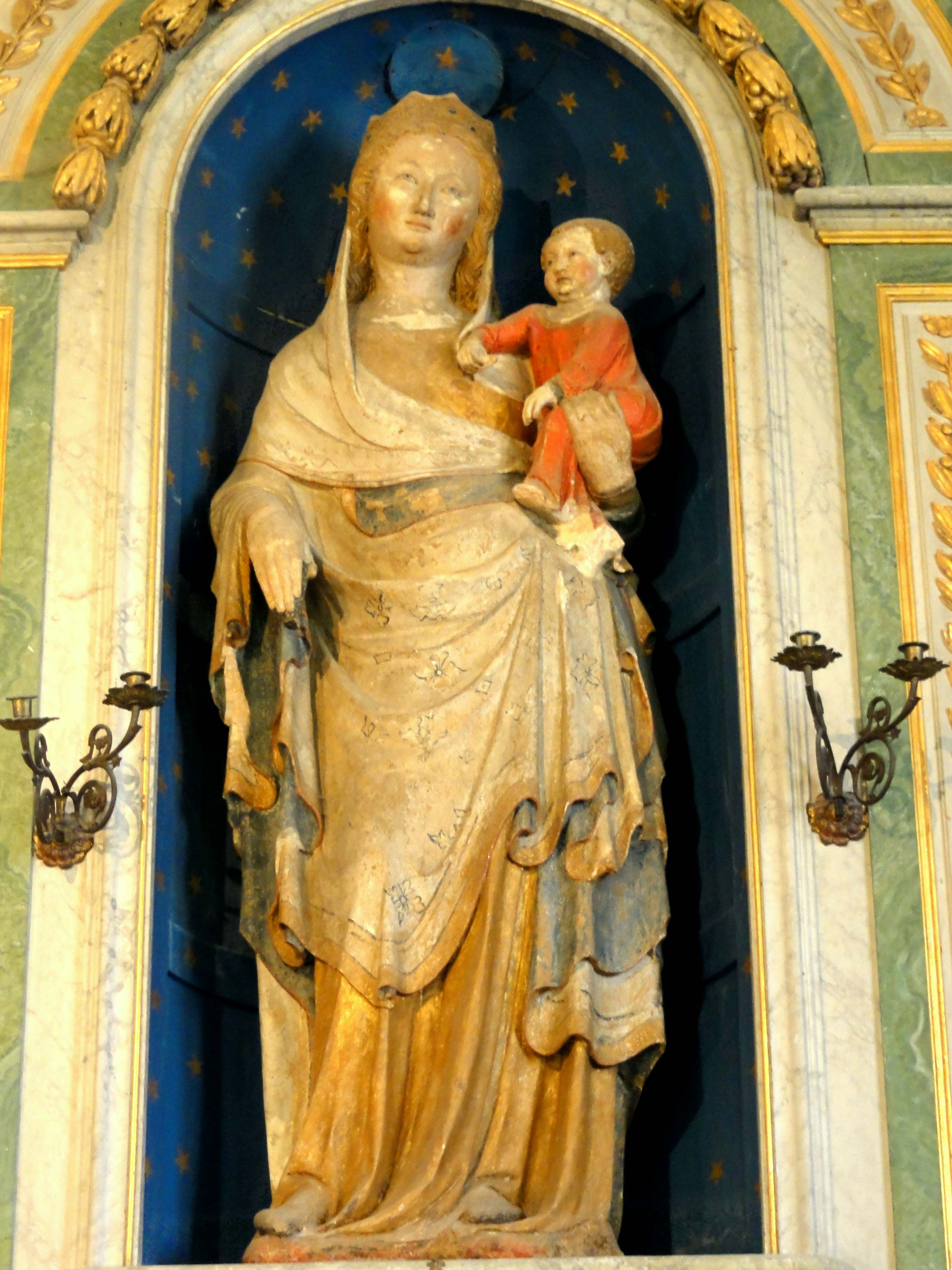
Vierge à l'Enfant.

Parmi le mobilier de l'église, sept éléments sont classés monument historique au titre objet, dont des peintures murales visibles seulement dans les combles, et un fauteuil déplacé dans le bureau du maire. Deux dalles funéraires a effigies gravées sont également classées. D'autres dalles et plaques funéraires existent dans l'église, dont notamment celles provenant du caveau seigneurial, qui ont été cachées en 1791, puis retrouvées et scellées dans le mur de la chapelle latérale nord. L'on manque de renseignements sur les autres dalles funéraires. Quelques autres éléments du mobilier méritent l'attention, dont notamment deux tableaux, et les trois retables du chevet avec leurs tabernacles, qui n'ont pas encore fait l'objet d'une étude.
- Le tableau peint à l'huile sur toile et intitulé « Marie-Madeleine à la Sainte-Baume », date de la fin du XVIIe siècle, et a été offert récemment par le Carmel de Pontoise.
- Les peintures murales du XIIIe siècle au-dessus de l'arc triomphal sont réalisées à la détrempe, et représentent le Christ en gloire dans deux mandorles superposées, restauré en 1999, ainsi que les quatre symboles du Tétramorphe, le tout étant complété par des rinceaux. Le classement de ces peintures qui ne sont visibles que depuis les combles de la nef remonte à 1955[14].
- Les deux statues en pierre calcaire polychrome de saint Blaise de Sébaste et de saint Lô de Coutances datent de la première moitié du XVIe siècle, et sont placées face à face, devant les piles orientales du clocher. Les deux saints sont représentés en habit épiscopal, coiffés de la mitre. Les crosses épiscopales qu'ils tenaient apparemment se sont perdus. L'étole de saint Lô est retenu par une grande broche, qui représente l'apparition de la Sainte Face sur le voile de Véronique. Saint Lô est le patron du prieuré rouennais éponyme, qui assurait le service paroissial sous l'Ancien Régime. Les deux statues ont été classées en 1915, et restaurées en 1995[21].
- Les deux stalles individuelles à gauche et à droite du sanctuaire datent du dernier quart du XVIIe siècle, sauf les purpitres, qui ont été refaits au XIXe siècle. Le classement remonte à 1954[22].
- Un fauteuil cabriolet de style Louis XV anciennement utilisé comme fauteuil de célébrant a été déplacé dans le bureau du maire. Il mesure 86 cm de hauteur et 60 cm de largeur, et le bois est sculpté d'un décor de fleurettes. Le meuble est estampillé de Cresson et de I. C. Letellier, ébénistes. Le classement remonte également à 1954[23] (sans illustration).
- Le tableau du retable du maître-autel est peint à l'huile sur toile, et représente l'Assomption de la Sainte-Vierge, conformément au vocable de l'église. Ce tableau de grand format a été donné par le président Chevalier vers 1728. Ses armes figurent en bas, à gauche. On peut rapprocher ce tableau de ses homologues d'Auvers-sur-Oise (signé Barere, 1712), Montgeroult et Vétheuil (peint d'après Laurent de La Hyre). L'œuvre a été restauré par Catherine Lascroux.
- La dalle funéraire à effigie gravée de Mesnil, seigneur de Théméricourt, est très effacée, et son inscription n'est plus que partiellement lisible : « … Mesnil, seigneur de Théméricourt et Marchenay … Par la grâce du roy de France et de Navarre … et trespassa l'an mil troys cens 47 le 18e jour de février et aussy y gist … Théméricourt son aimé fils … Priez Dieu pour eux ». Des traces de mortier de brique sont visibles dans les creux du visage, des mains et de certains accessoires du costume. Le classement remonte à 1907, et la dalle a été redressée contre le mur dans la chapelle latérale nord[24],[25].
- La dalle funéraire à effigies gravées d'Achim d'Abos, seigneur d'Herville et Théméricourt et de Denise de Boutigny, sa femme, mesure 113 cm de largeur et 243 cm de hauteur. Son état de conservation est très correct. La tête d'Achim d'Abos ressemble beaucoup à Henri IV. Il porte son armure, et arbore le collier de l'ordre du Saint-Esprit. Sa femme est en grande costume. L'épitaphe est la suivante : « Cy gist Messire Achim Dabos, chevalier de l'ordre du Roy, gentilhomme ordinaire de sa chambre, seigneur de Herville Beauval et Théméricourt, lequel décéda le 6e de Janvier 1607, et Dame Denise de Boutigny sa femme dame de La Lyre laquelle décéda le 25 de juillet 1591. Priez Dieu pour eulx ». Le classement remonte également à 1907, et la dalle fait face à la précédente[26],[25].
- La statue de la Vierge à l'Enfant en pierre polychrome date du XVe siècle, et mesure 185 cm de hauteur. Sa polychromie est ancienne, et a été remise au jour lors de la restauration de 1995. Le classement remonte à 1905[27].
- La petite crédence ou table d'applique de style Régence à gauche de la porte de la sacristie est en bois taillé, et munie d'une plaque en marbre veiné noir. Elle a été classée en 1954, et restaurée en 2002 par les soins de Thomas Jordan[28] (sans illustration).

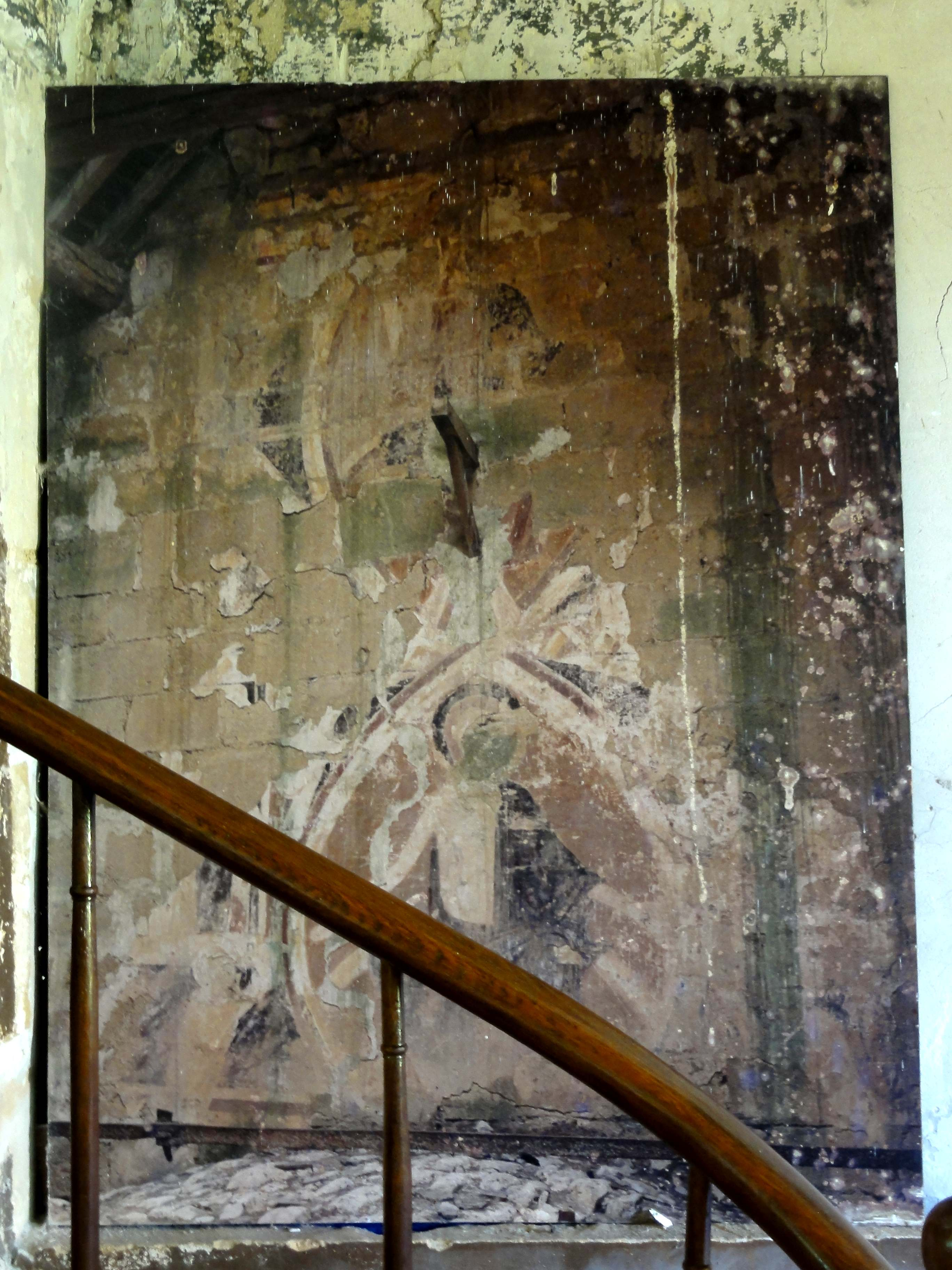
Christ en gloire (reproduction de la peinture murale).
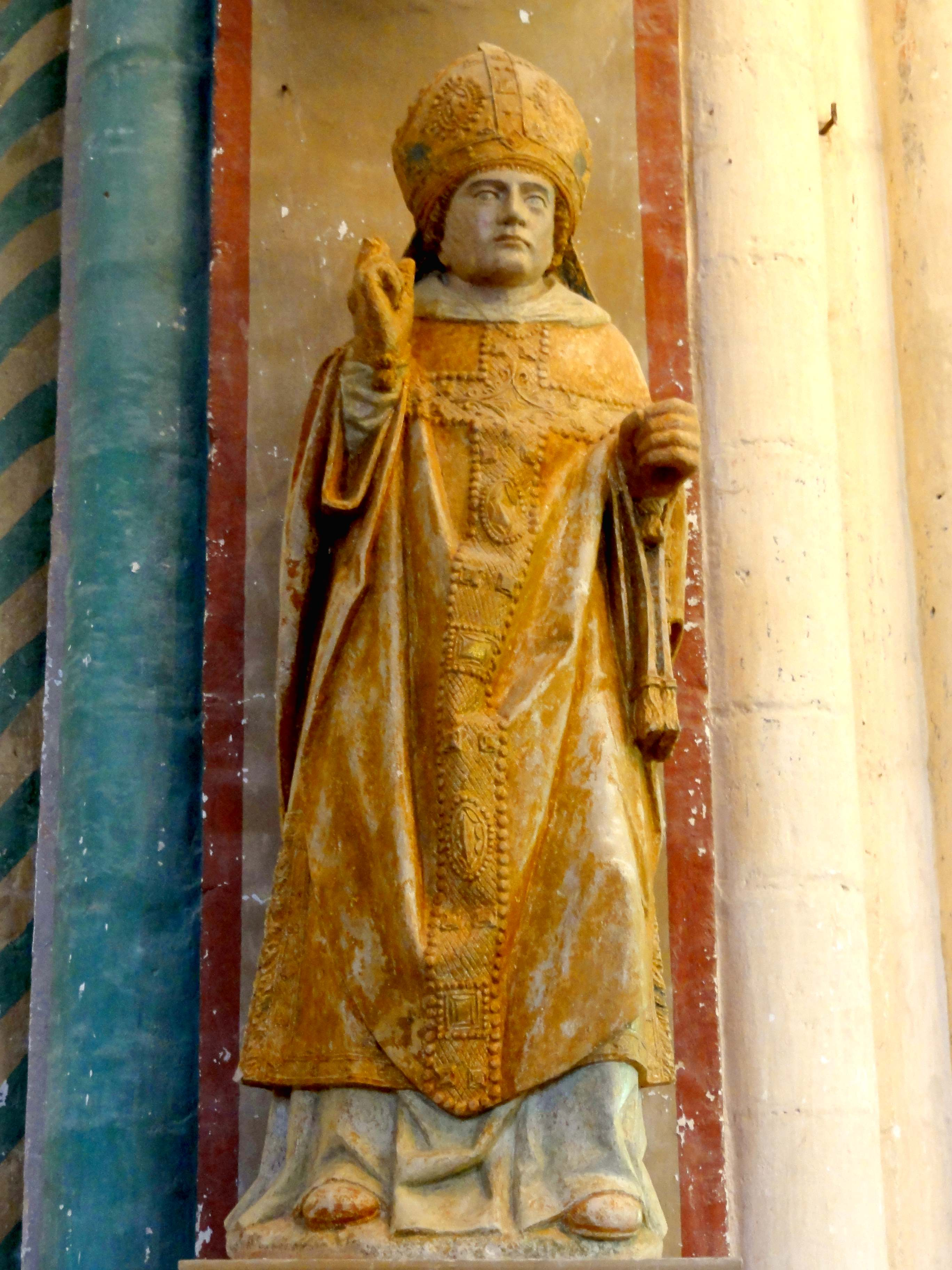
Statue de saint Blaise.
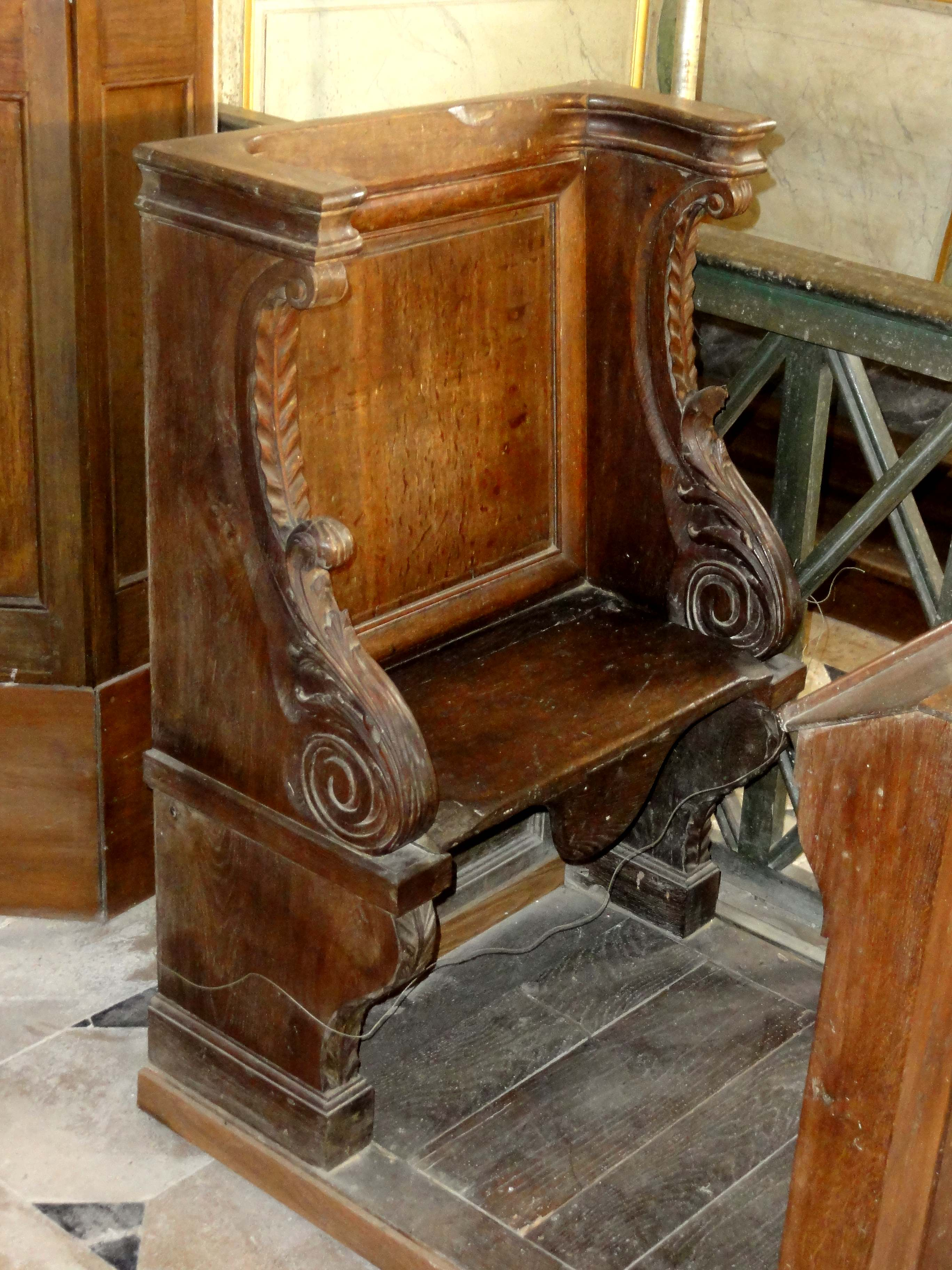
Stalle individuelle.
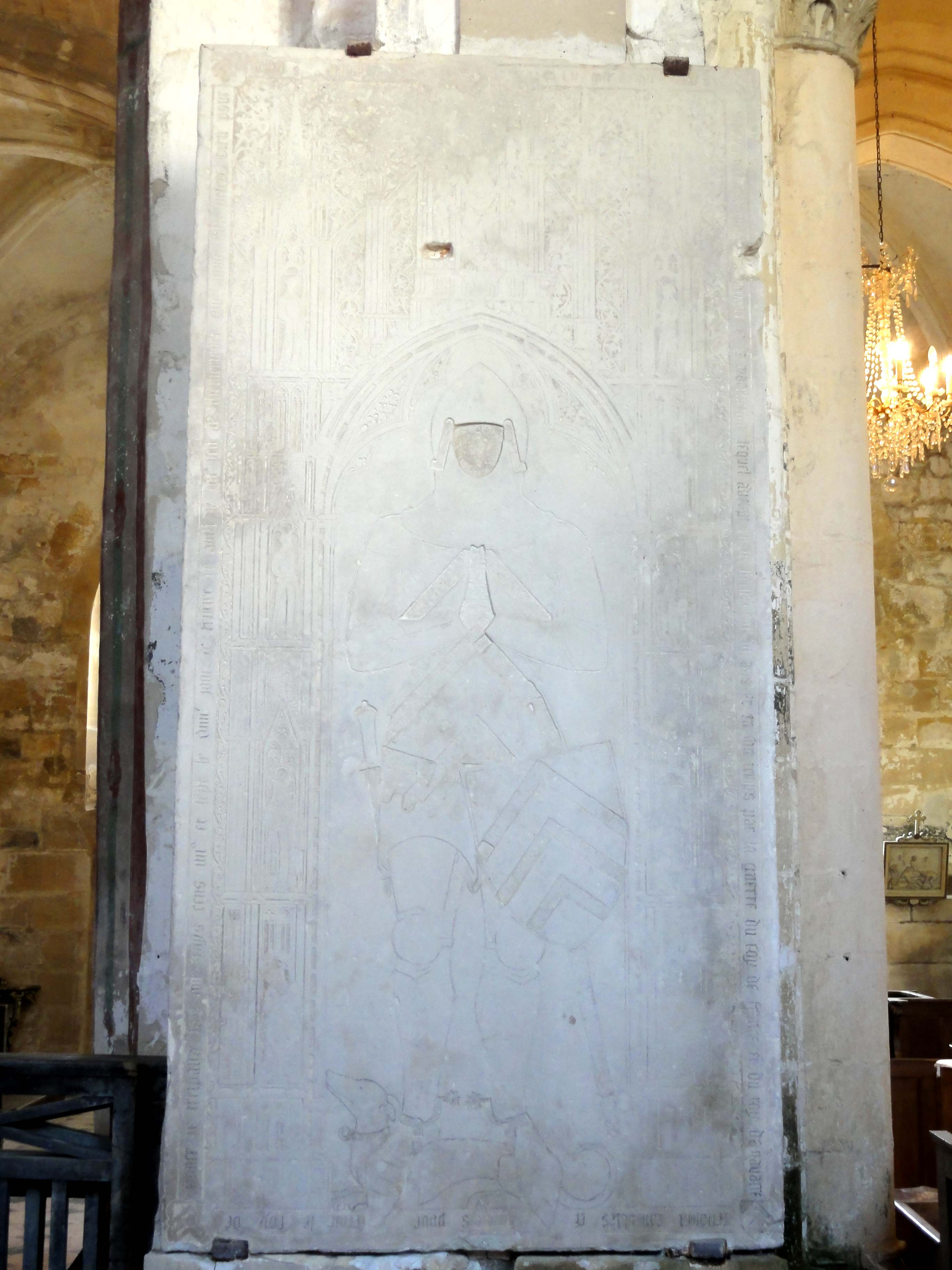
Dalle funéraire de Mesnil, seigneur de Théméricourt.
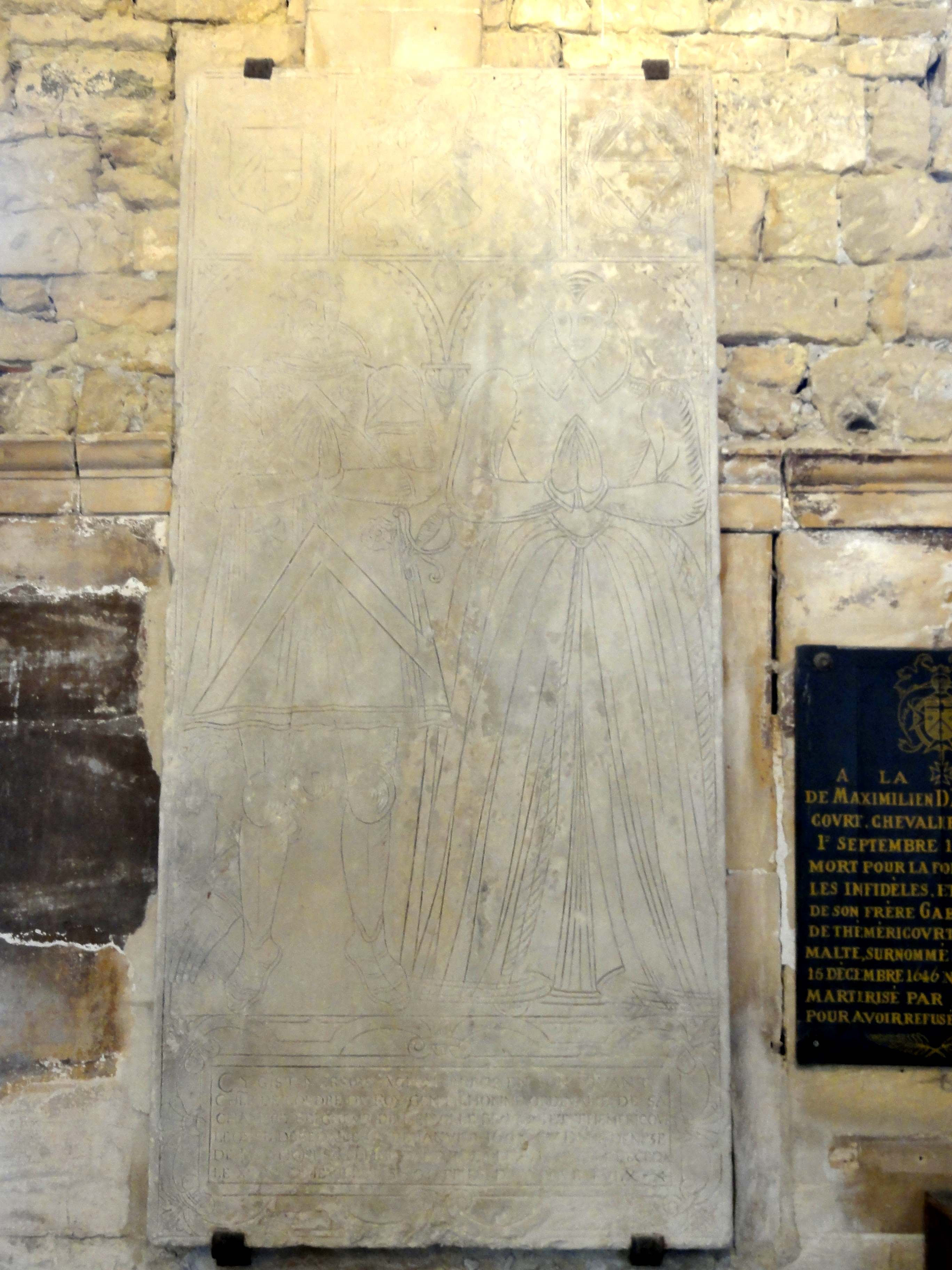
Dalle funéraire d'Achim d'Abos et de Denise de Boutigny.